# Mindener Dom

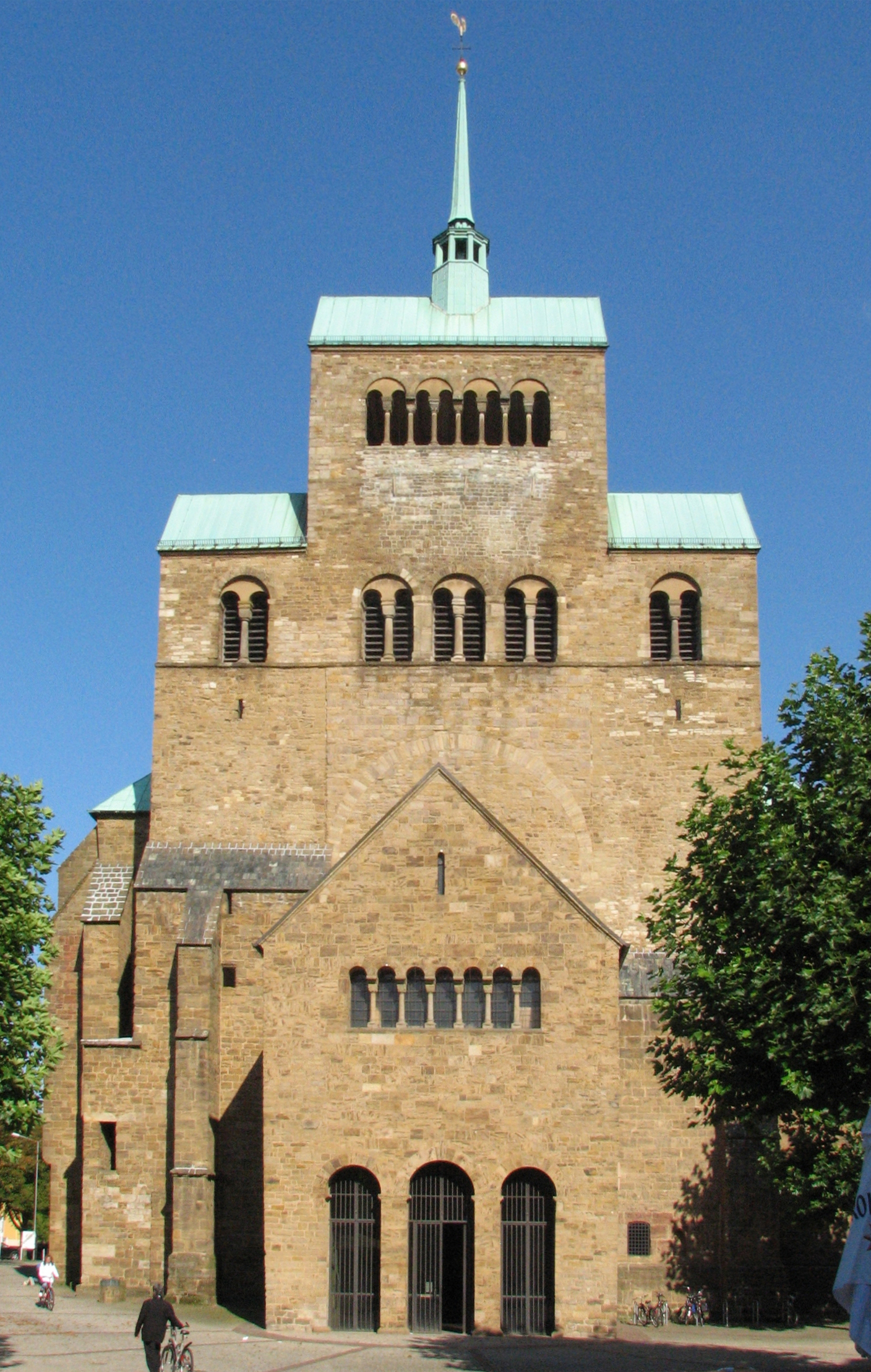
Westriegel des Mindener Doms

Der Mindener Dom St. Gorgonius und St. Petrus Apostel ist eine römisch-katholische Propsteikirche in der ostwestfälischen Stadt Minden in Nordrhein-Westfalen.
Der Mindener Dom war die Bischofskirche des um 800 von Karl dem Großen in Minden gegründeten Bistums Minden. Die katholische Diözese näherte sich bereits Mitte des 16. Jahrhunderts in der Reformation dem Protestantismus an. Mit dem Westfälischen Frieden 1648 wurde die Diözese de facto aufgehoben, ebenso wie das aus der Diözese als geistliches Territorium entstandene Hochstift Minden. Nach Aufhebung des Bistums erhielt der Dom den Status einer römisch-katholischen Pfarrkirche, die 1859 zur Propsteikirche erhoben wurde. Heute gehört er zum Erzbistum Paderborn.
Im Laufe der Jahrhunderte wuchs der Dom baugeschichtlich von einer einfachen Saalkirche über eine karolingisch-romanische Basilika mit monumentalem Westwerk zur heutigen gotischen Hallenkirche mit romanischem Westriegel. Das lichtvolle, hochgotische Langhaus und seine großen Maßwerkfenster waren stilprägend für eine Reihe späterer Kirchenbauten. Fast 600 Jahre lang blieb der Mindener Dom so gut wie unverändert, bis er im Zweiten Weltkrieg bei einer Bombardierung der Altstadt am 28. März 1945 beinahe völlig zerstört wurde. In den Jahren 1946–1957 wurde er unter der Leitung von Dompropst Josef Parensen und des Architekten Werner March wieder aufgebaut.
Zu den wertvollsten Kunstschätzen des Doms gehören das romanische Mindener Kreuz aus dem frühen 12. Jahrhundert und eine Nachbildung der Goldenen Tafel; ihr Original besitzt die Berliner Skulpturensammlung. 1168 traute Bischof Werner von Bückeburg Heinrich den Löwen und Mathilde von England im Mindener Dom.

## Lage

Die Domfreiheit und die Lage des Doms in Minden

Der Dom liegt in der unteren Altstadt von Minden. In der Zeit des Bistums Minden befand sich die Stadt in einer südwestlichen Randlage des Bistums, das sich im Nordosten bis in die Lüneburger Heide erstreckte. Im 90-Kilometer-Radius um Minden lagen zu dieser Zeit die Bischofskirchen der angrenzenden katholischen Diözesen Verden und Bremen im Norden, Paderborn im Süden, Osnabrück im Westen und Hildesheim im Osten.
Der Mindener Dom wurde auf der westlichen Uferterrasse der Weser nahe einer alten Furt, dem einzigen günstigen Flussübergang nördlich der Mittelgebirge bis Bremen, errichtet. Die Uferterrasse ist eine natürliche schildartige Erhebung, die die Umgebung um gut vier Meter überragt. Zusammen mit der Johannisfreiheit, dem späteren Wichgrafenhof, dem Deichhof sowie der angrenzenden Bebauung von Markt, Scharn und Bäckerstraße bildete die Domfreiheit den größten Teil der hochwassergefährdeten Unterstadt. Diese war zunächst durch Wälle und Gräben gegen die Weser, aber auch gegen die Stadt abgegrenzt und wurde im späten 12. Jahrhundert durch die Stadtmauer befestigt. Die Befestigung der Domfreiheit bot Schutz gegen die regelmäßigen Überflutungen; dennoch soll beim Magdalenenhochwasser 1342 sowie am 10. Februar 1375 die Weser auch in den Dom geflossen sein.
Die Mindener Domburg reichte mit einer Fläche von etwa 250 × 170 Metern annähernd an die Anlagen in Paderborn und Münster heran. Auf der Domfreiheit wurden ab dem 11. Jahrhundert weitere kirchliche Bauwerke errichtet. Erbaut wurden unter anderem Kurienhäuser und der Bischofspalast. Das Areal der Domfreiheit glich damit der städtischen Bebauung der Stadt Minden. Die ehemalige Grenze der Domimmunität ist heute städtebaulich kaum mehr erkennbar.
Die an den Dom grenzenden Plätze werden als Kleiner und Großer Domhof bezeichnet. Der Kleine Domhof liegt vor dem Westriegel des Doms. Er ist der Vorplatz zum Haupteingang des Doms im räumlichen Abstand zur Stadt. An der Westseite des Kleinen Domhofs steht das Alte Rathaus, an der Nordseite der Rathausneubau des Architekten Harald Deilmann von 1978 und an der Südseite das Haus am Dom, in dem der Domschatz ausgestellt wird. Nördlich des Doms liegt der größte innerstädtische Platz der Stadt Minden, der Große Domhof. Er schließt sich mit seinem östlichen Ausläufer an den Chor des Doms an. Das jetzt verschlossene Bischofsportal war einst der Zugang zum Dom vom Großen Domhof aus. An der Westseite des Platzes steht die Alte Regierung des preußischen Regierungsbezirks Minden, deren Vorgängerbau der Bischofshof war. An der östlichen Seite des Platzes stehen zwei restaurierte Kurienhäuser. Eines davon beherbergt heute die Dompropstei. Südlich schließt sich das ehemalige Domkloster mit dem Klosterhof (Kreuzhof) an den Dom an. Der für westfälische Sakralbauten ungewöhnliche zweistöckige Kreuzgang mit Ost- und Südflügel entstand 1140.

## Funktionen des Gebäudes
Der Kirchenbau war bis 1648 die Bischofskirche des um 800 entstandenen Bistums Minden. Mit der Reformation näherten sich die Mindener Bischöfe Mitte des 16. Jahrhunderts der lutherischen Lehre an. Zwar kam mit Franz Wilhelm von Wartenberg 1631 erneut ein entschieden katholischer Bischof auf den Mindener Thron, im Westfälischen Frieden wurde aber 1648 Minden endgültig protestantisch. Am 24. Oktober 1648 wurde das Bistum praktisch aufgelöst, und das Hochstift Minden fiel als Fürstentum Minden an Brandenburg-Preußen. Das Territorium und große Teile des Vermögens des Bistums fielen an den weltlichen Herrscher Friedrich Wilhelm von Brandenburg. Im Dom blieb jedoch der Bischofsstuhl zunächst stehen; formal löste die katholische Kirche das Bistum endgültig erst 1821 auf. Der Dom war weiterhin Stiftskirche des Domkapitels, in das nun auch Protestanten Einzug hielten. Im Dom wurde Gottesdienst aber ausschließlich nach römisch-katholischem Ritus gefeiert. Haupt der katholischen Domgemeinde war der Domprediger. Der Abt des Klosters Huysburg hatte das Vorschlagsrecht für die Besetzung der Dompredigerstelle, weshalb die meisten Domprediger Mönche des Klosters Huysburg waren. Sie mussten vor Antritt der Stelle eine Probepredigt halten.
1803 wurden infolge des Reichsdeputationshauptschlusses zahlreiche Stifte in der Region aufgehoben, so auch 1810 in der napoleonischen Ära das Domkapitel. Infolge dieser Säkularisation ist das Land Nordrhein-Westfalen heute Patronatsträger für den Mindener Dom. 1821 hob Pius VII. das Bistum Minden auch kirchenrechtlich endgültig auf. Spätestens seit 1821 war der Dom nur noch einfache katholische Pfarrkirche im Erzbistum Paderborn. Im Sprachgebrauch wurde das Gebäude jedoch auch nach 1821 wegen seiner (geschichtlichen) Bedeutung und Größe als Dom bezeichnet. 1859 wurde der Dom zur römisch-katholischen Propstei erhoben. Der leitende Domgemeindepfarrer trägt seitdem den Titel Propst.
Im Dom wird täglich die heilige Messe gefeiert. In das ehemalige Domkloster, das mit dem Dom über den Kreuzgang verbunden ist, zog das Pflege- und Altenheim St.-Michaels-Haus ein. In der Kapelle, die zum Dom gehört, wird monatlich ein evangelischer Gottesdienst gehalten. Auf dem westlich vorgelagerten Kleinen Domhof finden in den Sommermonaten Musikveranstaltungen statt, die das Westwerk des Doms häufig mit in das Lichtkonzept einbinden. Der Dom wird auch für Weihnachtskonzerte genutzt. Mit über 1000 Plätzen gehört er zu den größeren Veranstaltungsräumen in Minden.

## Grundriss sowie Übersicht über die Gebäudeteile und die Ausstattung

Grundriss

Gebäudeteile:
| A Paradies, 1072                                  |
| B Andachtskapelle mit Pietà, 1072                 |
| C Langhaus, 1290                                  |
| D Querschiff, 1230                                |
| E Chorquadrum, 1250                               |
| F Chorpolygon, 1350                               |
| G Sakramentskapelle, ehemals Sakristei, 1072/2002 |

Ausstattung:
| 1 Chorfenster, Verglasung 1957                                               |
| 2 Goldene Tafel, 2002                                                        |
| 3 Choraltar (Volksaltar), 1972 teilw. 1170                                   |
| 4 Mindener Heiligenfenster, um 1300, Verglasung 1957                         |
| 5 Heilig-Geist-Altar, 1622                                                   |
| 6 Chorschranke, 1994                                                         |
| 7 Matthiasaltar, 1500                                                        |
| 8 Statue Joseph mit Jesuskind                                                |
| 9 Grabstein des Johannes Hendricus von Vincke, nach 1670                     |
| 10 Bischofsportal mit thronender Madonna (außen Kopie, innen Original), 1270 |
| 11 Fensterrose, um 1300, Verglasung 1957                                     |
| 12 Mindener Kreuz (Kopie), Original 1070                                     |
| 13 Vierungsaltar (Volksaltar), 1974                                          |
| 14 Apostelfries, 1260                                                        |
| 15 Zugang zur Sakristei und zum Kreuzgang, 1140                              |

| 16 Grabstein des Propstes Thomas von Halle, nach 1535                    |
| 17 Querhausorgel, 2001                                                   |
| 18 Ambo, 1974                                                            |
| 19 Statue Hl. Antonius                                                   |
| 20 Epitaph des Eberhard von Mallinckrodt, 1622                           |
| 21 Sakramentshäuschen, teilweise 1290                                    |
| 22 Epitaph des Freiherrn Hueber von Maur, Mitglied des Domkapitels, 1782 |
| 23 Emerentiagruppe, 1520                                                 |
| 24 Traubenmadonna, 1450                                                  |
| 25 Malerei am Vierungspfeiler (Maria und Heilige), 1290                  |
| 26 Bronzestatue der Pauline von Mallinckrodt                             |
| 27 Baldachin, darunter Statue Kaiser Heinrich VI., 1270                  |
| 28 Altartafelbild, 1490                                                  |
| 29 Kreuzhof mit Kruzifix und Begräbnisstätten an der Südwand             |

| 30 Baldachin, darunter Statue Bischof Thietmar, 1270                                                                          |
| 31 Madonnentorso, 1265 |
| 32 Skulptur Kreuzweg, 1960 |
| 33 Taufstein, 1957/1999 |
| 34 Epitaph des Herbord von Langen, 1628                                                                                       |
| 35 Holzkruzifix (Das handliche Kreuz)                                                                                         |
| 36 Hauptorgel, 1996 vor Kaiserloge, 1150                                                                                      |
| 37 Aufgang Westriegel, 952/1150                                                                                               |
| 38 Epitaph des Hieronymus Grapendorf, 1622                                                                                    |
| 39 Jungfrauenportal, um 1270–1280                                                                                             |
| 40 Pietà (=Vesperbild), 1420                                                                                                  |
| 41 Innenportal (952) mit Petrusfigur (1300), Türzieher in Löwenkopfform (um 1225) und Statuen von Ecclesia und Synagoge, 1270 |
| 42 Relief (Daten des Wiederaufbaus des Domes)                                                                                 |
| 43 Relief (Eckdaten der Dombaugeschichte)                                                                                     |
| 44 Außenportal, 1957 |

## Baugeschichte

### Der karolingische Dom
In den Sachsenkriegen gelang den christlichen Franken um 800 die Unterwerfung der Sachsen. Im Zuge ihrer Christianisierung entstanden in den sächsischen Siedlungsgebieten christliche Missionszentren. Beispiele sind Münster, Corvey, Paderborn, Herford und Minden. 799 gründete Karl der Große ein Domstift in Minden und vermutlich um oder kurz nach 805 das Bistum Minden. Es entstand zunächst eine einfache, turmlose Saalkirche, bestehend aus einem schlichten Saal und einem quadratischen, flachen Kastenchor. Diese karolingische Bauform war typisch für die in Westfalen nach der Sachsenmission gebauten Kirchen wie zum Beispiel in Paderborn. Der Bau wurde über einer Brunnenanlage, vermutlich einem vorchristlich-sächsischen Brunnenheiligtum, errichtet. Diese Brunnenanlage wurde bei den Grabungen 1936 bis 1949 unterhalb der Vierung freigelegt und enthielt noch Wasser. Bei Grabungen im 20. Jahrhundert stellte sich heraus, dass dieser erste Dombau die Lage der Vierung und die Ausrichtung des Mittelschiffes des heutigen Dombaus bestimmte. Im Gegensatz zum heutigen Dom besaß dieser Bau wahrscheinlich eine Außenkrypta von nicht mehr bekannter Größe, etwa an der Stelle der heutigen Sakristei. Der karolingische Dom wurde 947 durch eine Brandkatastrophe zerstört.

### Der spätkarolingisch-ottonische Dom
952 wurde der Nachfolgebau des karolingischen Doms, eine dreischiffige, flachgedeckte Basilika, fertiggestellt. Die Seitenschiffe waren sehr schmal im Vergleich zum breiten Mittelschiff; das Breitenverhältnis zum Mittelschiff war 1 : 4. Das Querhaus konnte vermutlich vom karolingischen Vorgängerbau übernommen werden. Außerdem wurde zum ersten Mal ein dreitürmiges Westwerk integriert. Dieses Westwerk war vermutlich als Raum für den Kaiser oder König gedacht, der dort auf einer in das Langhaus hineinragenden Empore an den Gottesdiensten teilnehmen konnte. Wenn diese Vermutung zutrifft, bestätigt das Westwerk des Mindener Doms die überregionale Bedeutung der Mindener Bischofskirche als Residenzort des Kaisers. Besuche des Kaisers in Minden lassen sich für diese Zeit nachweisen. Die beiden Seitentürme des Westwerks flankierten eine offene, tonnengewölbte Vorhalle. Eine Emporenanlage überspannte diesen Bereich. Der Nordturm war, im Gegensatz zu dem die Treppenanlage tragenden Südturm, in mehrere Etagen unterteilt und besaß einen Zugang vom nördlich angrenzenden Bischofshof. Damit war der Zutritt zum Dom von dort aus gewährleistet. Das mittlere Quadrum (Quadrat) des Westwerks war von einem dritten Turm überbaut. Die niedrigen seitlichen Treppentürme des heutigen Westriegels stammen noch aus dieser Bauphase.
Ähnlichkeiten des Mindener Westwerks bestehen mit dem der Abteikirche in Corvey. Auch dort ist das Westwerk aus dieser Zeit zweigeschossig mit Empore und drei Türmen. Der Mindener Bau wurde 952, 70 Jahre nach Corvey, von Bischof Helmwardt geweiht. Zur Weihe wurden die Gebeine des heiligen Gorgonius aus dem Kloster Gorze in Lothringen dauerhaft nach Minden überführt.
Bei einem Besuch König Heinrichs IV. brach während eines Streits zwischen seinen Gefolgsleuten und Mindener Bürgern am 19. Mai 1062 ein Brand aus, der den Dom zerstörte. Auch große Teile der Siedlung nahmen Schaden.

### Der Eilbert-Dom
Nach der Zerstörung der spätkarolingischen Kirche wurde im Jahr 1071 ein Neubau des Doms errichtet, der nach seinem Erbauer Bischof Eilbert benannte Eilbert-Dom. König Heinrich IV. unterstützte die Finanzierung mit Erlösen aus einem Gut, das er der Mindener Kirche ausdrücklich als Entschädigung für den Brand geschenkt hatte. Bei dem Bau wurde das mächtige Westwerk verändert und der Front eine eingeschossige Eingangshalle vorgelagert, die sich mit drei Pfeilerarkaden öffnete. Sie bildet den unteren Teil des heutigen Paradieses, der Vorhalle des Doms. Das basilikale Langhaus wurde in seiner Form beibehalten. Völlig neu entstand ein romanisches dreijochiges Querhaus. Bischof Eilbert weihte den Dom.
Unter Bischof Sigward wurde dem Eilbert-Dom ein neuer Chorbau mit einem inneren Laufgangsystem nach rheinischem Vorbild und einer polygonalen Apsis angefügt.

### Der staufische Dom
1152 wurde das Westwerk umgebaut, wobei der Westriegel entstand. Zwischen den beiden niedrigeren Flankentürmen wurde das höhere Glockenhaus aufgerichtet, die Pfeilerhalle und die Empore wurden abgerissen und so der Westbau auf einen Riegel in der Tiefe der seitlichen Türme reduziert. Der innere Westabschluss erhielt eine weite, dreibogige Arkade zum Langhaus. Auch beim benachbarten Hildesheimer Dom wurde auf diese Art der Westriegel mit einem Glockenhaus überbaut, sodass von einem Einfluss bei der Planung aus Hildesheim ausgegangen werden kann. Auch die Vorhalle, Paradies genannt, erhielt um 1160/1170 ein Obergeschoss. Eine Tür im Nordturm verband auch hier den Bischofspalast (siehe: Alte Regierung Minden) mit dem Dom. So konnte der Bischof direkt vom Obergeschoss des Palastes den Westriegel betreten und in der Kaiserempore dem Gottesdienst beiwohnen. In dieser Zeit entstand auch das hochromanische Chorquadrat im rheinischen Stil. Vermutlich errichtete man zusätzlich Chorflankentürme und eine Ringkrypta, die später aber dem Bau des hochgotischen Chorpolygons zum Opfer fielen.
Am 1. Februar 1168 traute Bischof Werner von Bückeburg im Mindener Dom den welfischen Herzog von Sachsen und Bayern, Heinrich den Löwen, und die elf- oder zwölfjährige Mathilde von England. Aus diesem Anlass schenkte Heinrich der Löwe, der über eine Anhäufung von Besitz und Besitzrechten im Gebiet des Bistums verfügte, der Kathedralkirche einen Hof und Güter in Lahde. Die eigentliche Hochzeitsfeier wurde allerdings erst später am Residenzort Heinrichs in Braunschweig gefeiert. Als Bischof Werner von Bückeburg 1170 starb, soll der Dom in einem verwahrlosten Zustand gewesen sein. Der Nachfolger Anno von Landsberg wandte sich deshalb einer Neuausstattung des Doms zu.

#### Umbau ab dem 13. Jahrhundert

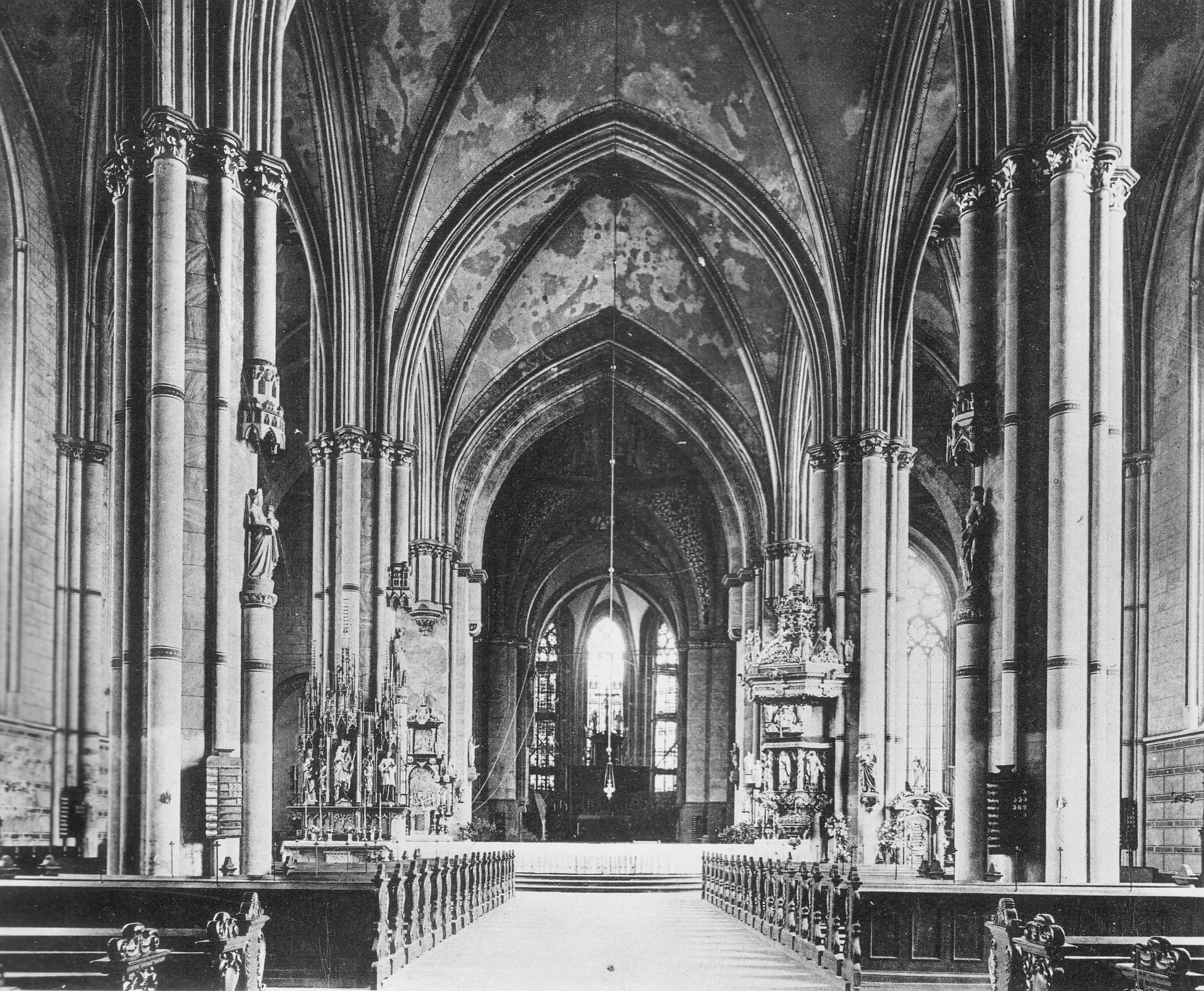
Langhaus um 1895, Blick nach Osten

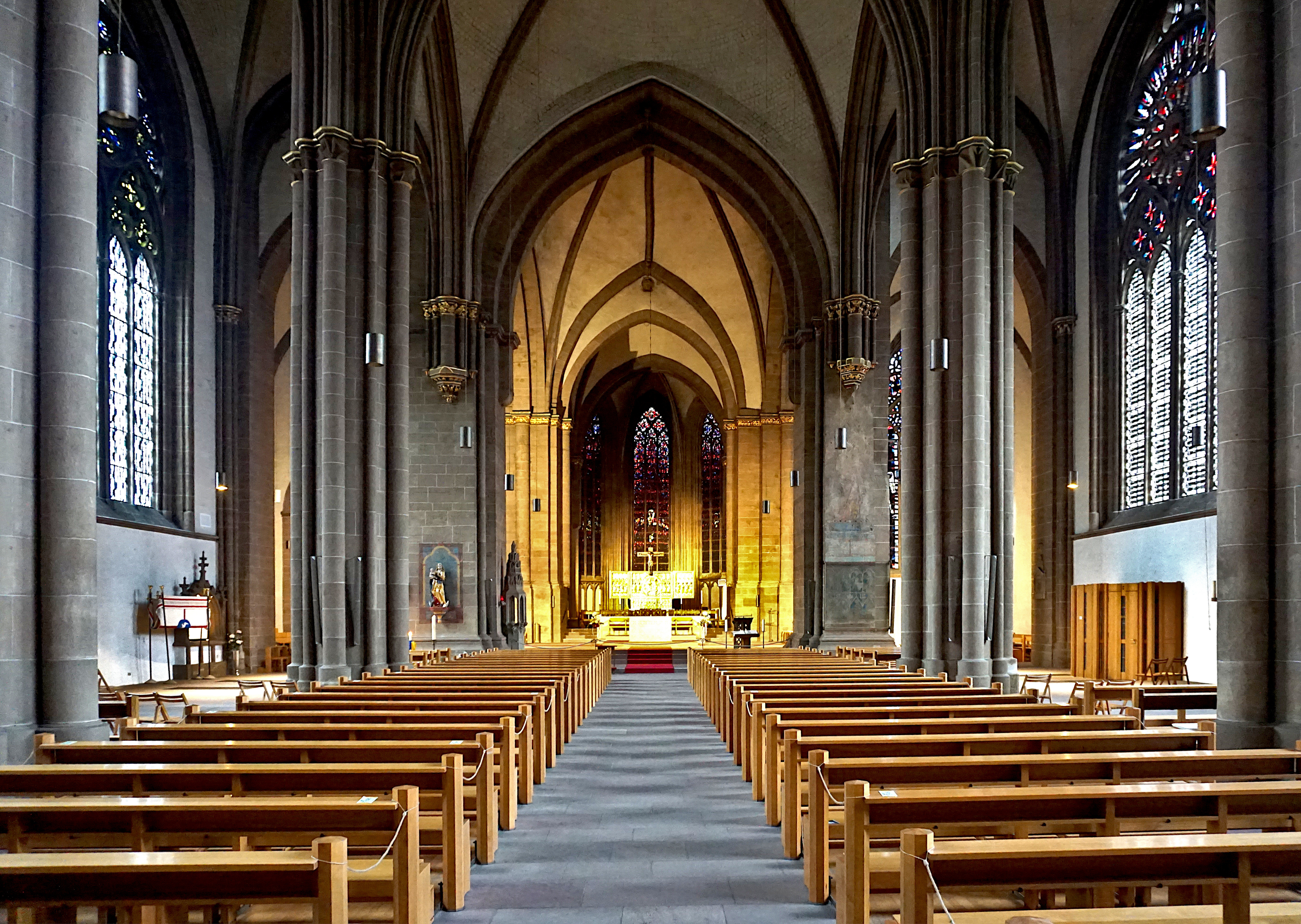
Der Innenraum heute

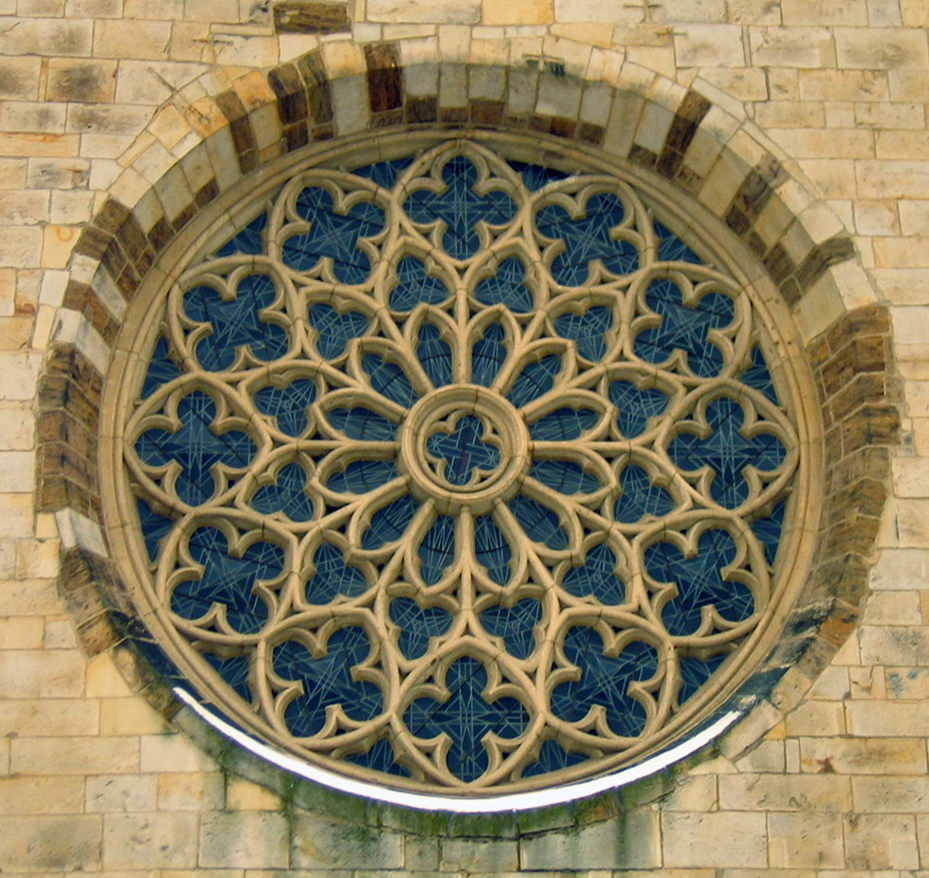
Fensterrose im Nordquerhaus oberhalb des Bischofsportals, Blick von außen

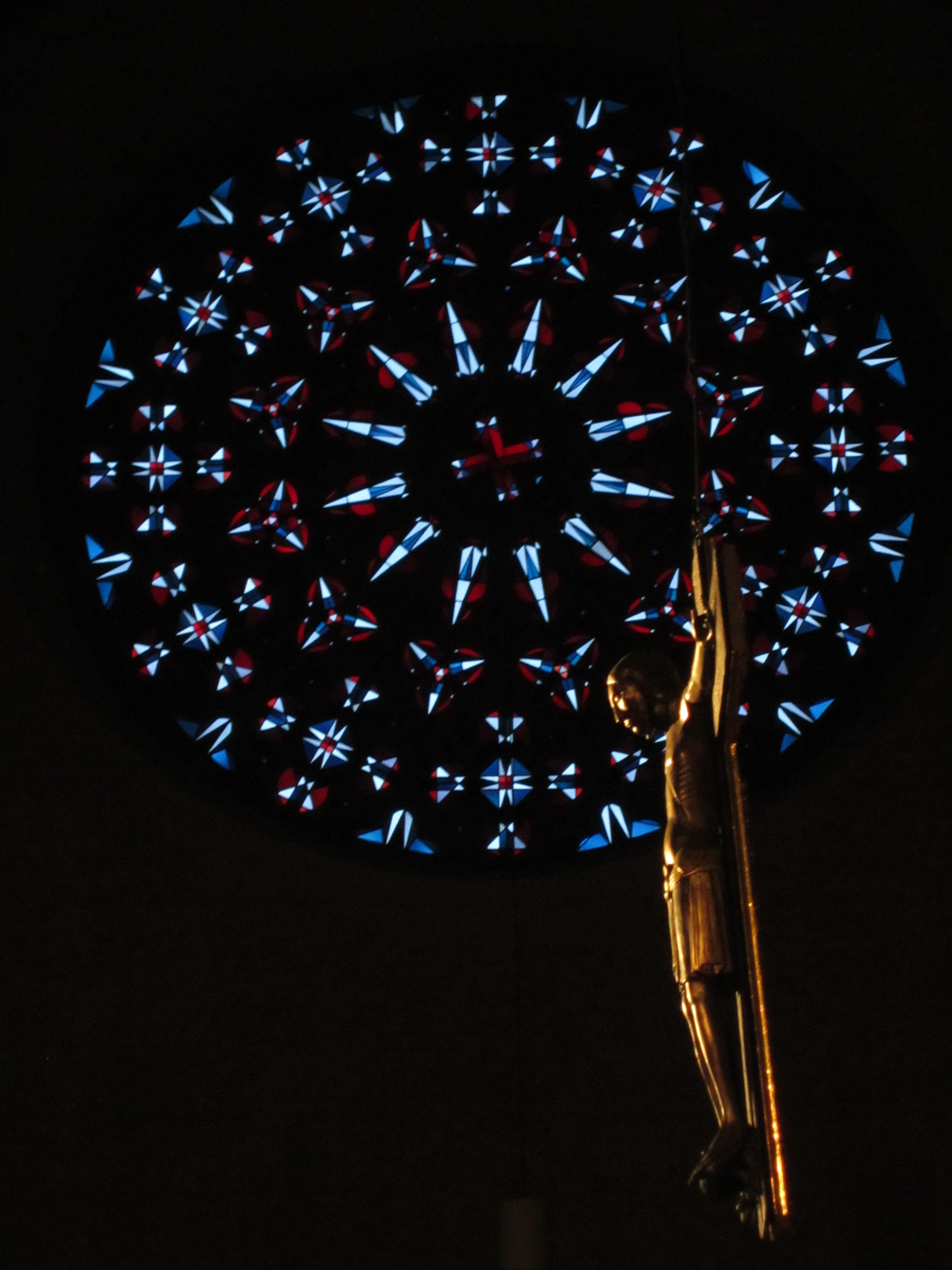
Dieselbe Rosette von innen betrachtet, davor das Mindener Kreuz

Um 1230 begann die spätromanische Erneuerung der Ostteile. Aus dieser Bauphase stammen das Chorquadrat, das Querhaus und das Sakristei-Obergeschoss. Etwa zu dieser Zeit wurde die Außenkrypta abgebrochen. Sie wurde durch einen Polygonchor ersetzt.
Mitte des 13. Jahrhunderts wurde ein neues basilikales Langhaus in Angriff genommen, aber noch während des Baus wurden die Pläne zugunsten der heutigen frühgotischen, dreischiffigen Hallenkirche geändert. Die Quellenlage in der Literatur zur Festlegung der Bauzeit der Hallenkirche ist äußerst dürftig, doch ist eine Bauzeit zwischen 1267 und 1290 wahrscheinlich. Geweiht wurde der umgebaute Dom 1290. Roesner zufolge war der Bau zu dieser Zeit beendet.
Unterstützt wurde der Bau durch Geld aus einem Ablass von Papst Clemens IV. Das Langhaus der Hallenkirche besteht aus drei breiten Jochen und einem schmalen. Letzteres bildet den Übergang zwischen der Hallenkirche und dem Westwerk. Einige Autoren nehmen an, dass eventuell die Beseitigung des romanischen Westwerks und der Bau einer gotischen Einturmanlage vorgesehen waren.

#### Kleinere Bautätigkeiten bis 1941
Der östliche Chorabschluss wurde beim Bau im 13. Jahrhundert nur ungenügend fundamentiert, was rund 100 Jahre später einen Neubau erforderlich machte. Zur Unterstützung verkündete der Papst 1341 wieder einen Ablass. Die Apsis in Form eines Chorpolygons zeigt in ihren Maßwerkfenstern spätgotische Stilformen. Ähnliche Motive sind in den lichtvollen Fenstern vorhanden, die nachträglich in die spätromanischen Ostteile gebrochen wurden, so in der Fensterrose im Nordquerhaus und im Maßwerkfenster des südlichen Querhauses (erste Hälfte des 14. Jahrhunderts).
Es folgten kleinere Bautätigkeiten an Nebengebäuden der Kirche, wie im 15. oder 16. Jahrhundert der Umbau des Sakristei-Anbaus. In den Jahren 1737 bis 1767 wurden die Dächer des Doms einschließlich der Dachreiter über der Vierung und dem Westturm neu gebaut. 1830 brachte eine weitere Renovierung klassizistische Elemente in den Dom. Noch nach dem Ausbruch des Zweiten Weltkriegs begann 1939 eine Innenrenovierung, die 1941 abgeschlossen wurde.

### Zerstörung im Zweiten Weltkrieg und Wiederaufbau
Fast 600 Jahre blieb der Dom nahezu unverändert, bis er im Zweiten Weltkrieg durch Bomben zerstört wurde. Am 6. Dezember 1944 traf ein Sprengkörper den Dom und zerstörte die Nordseite des Chors, die Sakristei und die damals angrenzende Domschatzkammer. Das Chorgewölbe stürzte ein und der Hochaltar wurde schwer beschädigt. Am 28. März 1945 wurde der Dom schwerer getroffen. Die Haupthalle stürzte nach einem Bombentreffer ein. Das Dach und das Westwerk brannten aus, und die Glocken aus dem Westwerk stürzten ab. Nur Teile der Außenmauer, das Gewölbe des Querhauses und Teile der Vorhalle blieben erhalten. Die barocke Ausstattung des Doms ging fast gänzlich verloren. Das Domkloster und die Propstei brannten bis auf die Grundmauern nieder.
Zum Wiederaufbau des Doms gründete sich 1946 der Mindener Dombauverein, und erste Sicherungsmaßnahmen begannen. 1950 begann der Wiederaufbau unter der Leitung von Dompropst Josef Parensen und Werner March. Er war einer der prominentesten Architekten im Nationalsozialismus und Architekt des Berliner Olympiastadions und leitete nach dem Zweiten Weltkrieg in Minden auch den Wiederaufbau des Alten Rathauses. March nahm einige stilistische Änderungen vor und versuchte, das mittelalterliche Raumbild wiederherzustellen: Er gab das gemeinsame Satteldach des kleinen Westjochs und des sich anschließenden ersten Großjochs auf; das kleine Joch erhielt ein eigenes Kupferdach. Der Detmolder Bildhauer Karl Ehlers gestaltete die Kapitelle der Fenster an der Ostseite neu. Auf dem Westwerk wurde der Dachreiter in neuer Form wieder angebracht, die Dächer wurden als einfache Satteldächer gestaltet. Im Inneren wurde die frühromanische Kaiserempore wiederhergestellt, die zuvor durch einen Orgeleinbau völlig verdeckt gewesen war. March erneuerte auch den Eingang auf der Westseite: Statt des neugotischen Portals schuf er einen dreibogigen Eingang und rekonstruierte die romanische Fenstergalerie im Obergeschoss des Paradieses. Im Inneren entfernte er die Tabernakel an den Säulen.
Das Richtfest für das Westwerk konnte am 3. März 1950 mit einer Glockenweihe gefeiert werden; am 3. Dezember 1953 feierten die Mindener Bürger das Richtfest des Langhauses, und rund drei Jahre später war das Gewölbe vollendet. Der Paderborner Bischof Lorenz Jaeger weihte den gänzlich wiederaufgebauten Dom am 29. Juni 1957.
Die Stadt Minden nahm den Dom 1995 in die Denkmalliste auf. 1996 wurde er im Inneren erneut umgestaltet. So wurde unter anderem eine neue Westorgel vor der Kaiserempore eingebaut. Im Dezember 2009 wurde in der früheren Sakristei eine Sakramentskapelle eingerichtet, deren neuen Altar der Paderborner Weihbischof Manfred Grothe weihte. Dabei setzte er Reliquien der seligen Mindener Ordensgründerin Pauline von Mallinckrodt und des seligen Bischofs von Münster Clemens August Graf von Galen in den Altar ein. Zuvor war die Sakristei in den ehemaligen Klosterkreuzgang verlegt worden.
Der im Krieg zerstörten Dachreiter über der Vierung wurde am 10. Dezember 2011 wieder aufgesetzt. Die Bezirksregierung Detmold stellt im Rahmen des Patronats des Landes bis zu 800.000 Euro Fördermittel als Staatsleistung zur Finanzierung zur Verfügung. Mit 56 m hat der Dachreiter dieselbe Höhe wie der Dachreiter auf dem Westwerk und trägt fünf Glocken.

## Patrozinium
Der erste Dom wurde dem heiligen Petrus geweiht. Petrus war ein beliebter karolingischer Patron, so dass fast alle karolingischen Bischofskirchen den Namen dieses Heiligen trugen. Gleichzeitig war Petrus auch Patron des Bistums Minden.
Bei der Weihe des ottonischen zweiten Doms 952 wurden die Heiligen Gorgonius, Laurentius und Alexander Patrone des Doms und Gorgonius wurde auch Stadtpatron von Minden. Die Erhebung des Laurentius zum Konpatron steht im Zusammenhang mit der ottonischen Reichspolitik, da dieses Patrozinium für Otto I. ein wichtiges Königspatrozinium war. Die Erhebung des römischen Märtyrers Alexander zeigt die Beziehungen Mindens zum Alexanderstift in Wildeshausen, wohin durch den Widukind-Enkel Waltbert Reliquien des Heiligen gelangt waren. Ende des 14. Jahrhunderts wird Petrus nicht erwähnt. Aus dem Kloster von Gorze in Lothringen stammen die Reliquien des Gorgonius. Die Bischöfe Lothar und Ebergis in der ersten Hälfte des 10. Jahrhunderts waren zuvor Äbte des Klosters Lorsch, einem Zentrum der Klosterreform von Gorze.
Heute steht der Dom unter dem Patrozinium St. Gorgonius und St. Petrus. Beide Heilige haben denselben Rang, der jüngere wird zuerst genannt. Die Reliquien des heiligen Gorgonius werden bis heute in der Kirche verwahrt. Der heilige Laurentius ist heute Nebenpatron des Doms.

## Architektur und Baubeschreibung
| Größtes Außenmaß                   | 39 m × 91 m  |
| Größte Innenraumlänge              | 71 m         |
| Größte Innenraumbreite             | 36 m         |
| Höhe Kapitellzone Langhaus         | 11,4 m       |
| Scheitelhöhe Vierungsjoch          | 22 m         |
| Größtes Langhausfenster            | 6,9 m × 13 m |
| Durchmesser Fensterrose            | 6 m          |
| Innenraumfläche                    | 1.700 m²     |
| Höhe Westturmriegel mit Dachreiter | 55 m         |

Der Mindener Dom in seiner heutigen Gestalt zeichnet sich durch das Nebeneinander von Architekturelementen in vier Stilrichtungen aus: frühe und hohe Romanik (Westriegel), Spätromanik (Querhaus und Chorjoch), Hochgotik (Langhaushalle) und Spätgotik (Chorabschluss). Die jeweiligen Bauherren wurden beim Westriegel durch das Vorbild des Hildesheimer Doms, beim Chorquadrat und bei Teilen des Querschiffs durch rheinische Kirchenbauten beeinflusst. Das Langhaus und die großen Maßwerkfenster waren hingegen selbst stilprägend für eine ganze Reihe von Kirchenbauten.
Der Mindener Dom ist aus unterschiedlich hellem Sandstein gebaut, was zu einer uneinheitlichen Außenwirkung führt. Zum Einsatz gekommen sind der eher dunkle Portasandstein, der hellere Obernkirchener Sandstein und der Ibbenbürener Sandstein.

### Außenbeschreibung

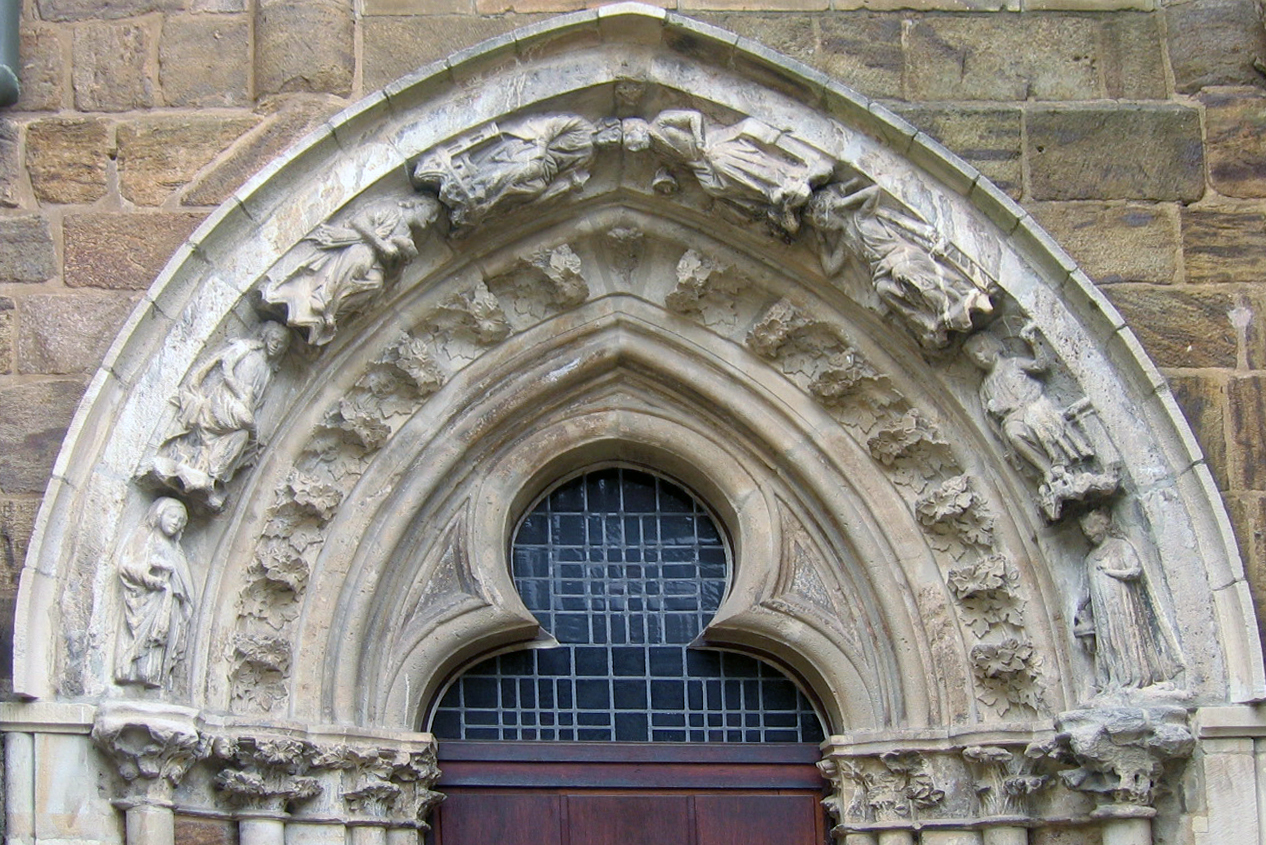
Jungfrauenportal mit klugen und törichten Jungfrauen in der Archivolte

Der Baukörper wird vom romanischen Westriegel dominiert. Die Längsseiten des Doms prägen die Giebelreihen und die großen gotischen Maßwerkfenster. Auf das Langhaus folgen im Osten das Querhaus und der Chor im spätromanischen Stil. Nördlich schließt sich die Sakristei an die Ecke des Chors und des Querschiffes an. Den Abschluss des Chores bildet das kleinteilige Apsispolygon, auch dies ist mit großen Maßwerkfenstern geschmückt.
Verschiedene Skulpturen an der Außenseite des Gebäudes bereichern die Architektur: An der Nordseite stehen zwischen den Fenstern die von gotischen Steinbaldachinen überdachten Sandsteinfiguren des Bischofs Thietmar und des Kaisers Heinrich VI. Über dem Bischofsportal im Norden des Querhauses ist im Tympanon eine Marienfigur angebracht. In dem verkürzten westlichen Joch an der Südseite befindet sich das gotische Jungfrauenportal. Die Sandsteinfiguren in einer Archivolte des Portals stellen das Gleichnis von den klugen und törichten Jungfrauen dar. Die klugen Jungfrauen halten freudig lächelnd aufrecht Öllämpchen, die törichten haben die leeren Lämpchen jammernd nach unten gerichtet, weil sie im Gegensatz zu den klugen Jungfrauen keinen Einlass finden. Das Jungfrauenportal wurde beim Wiederaufbau nach dem Zweiten Weltkrieg in das südliche kurze Joch versetzt, vorher befand es sich an der Südwand des Langhauses.
An der Südseite des Domes wurden die Begräbnisstätten der Mindener Domherren innerhalb des Kreuzhofes angelegt.

### Westriegel
Der hochromanische Westriegel ist der Abschluss der Kirche nach Westen. Der massive Baukörper wendet sich in glatten, kubischen Formen der Stadt zu. Er gleicht einem Wehrbau, auch wenn er diese Funktion wahrscheinlich nicht hatte. Zwei seitliche Türme werden von einem Glockenhaus in der Mitte überragt, das einen Dachreiter trägt. Vor dem Mittelteil steht zum Kleinen Domhof hin eine zweigeschossige tonnengewölbte Vorhalle, die auch Paradies genannt wird. Der dreibogige Eingang entstand nach dem Zweiten Weltkrieg an Stelle eines neugotischen Spitzbogenportals und auch die Bogengalerie des Vorhallen-Obergeschosses entstammt dem Wiederaufbau. Der Hauptturm öffnet sich oben in einer Fensterreihe, die als Schallöffnung der Glockenstube dient und von Zwillingsfenstern in den Seitentürmen begleitet wird. Eine zweite Arkadenreihe durchbricht das Freigeschoss des Mittelturms. Satteldächer schließen sowohl die seitlichen Türme und das Glockenhaus als auch die Vorhalle ab und betonen den wuchtigen Baustil. Mehrere nach Westen, Norden und Süden angesetzte Stützpfeiler unterstützen den Westriegel. Sie waren schon im Mittelalter nötig, um den Schub des Bauwerks abzufangen. Am westlichen Eingang wird innen ein Treppenportal zu beiden Seiten mit dem Sandsteinskulpturen-Paar von Ecclesia und Synagoge eingerahmt. Zwei Nachbildungen romanischer Löwenköpfe schmücken die bronzene Doppeltür am Eingang in das Langhaus. Die Originale befinden sich im Domschatz. Der Südturm des Westriegels mit den Treppen kann von der Halle aus betreten werden, der Nordturm enthält im Untergeschoss eine kuppelförmig gewölbte Andachtskapelle mit einer Pietà. Im Westriegel öffnet sich eine Kaiserempore mit drei Arkaden in die Hallenkirche zum Langhaus hin. Darüber liegt das Lapidarium. Es wurde nach dem Zweiten Weltkrieg eingerichtet und enthält zahlreiche Skulpturteile und verschiedene Ausstattungsfragmente.

### Langhaus

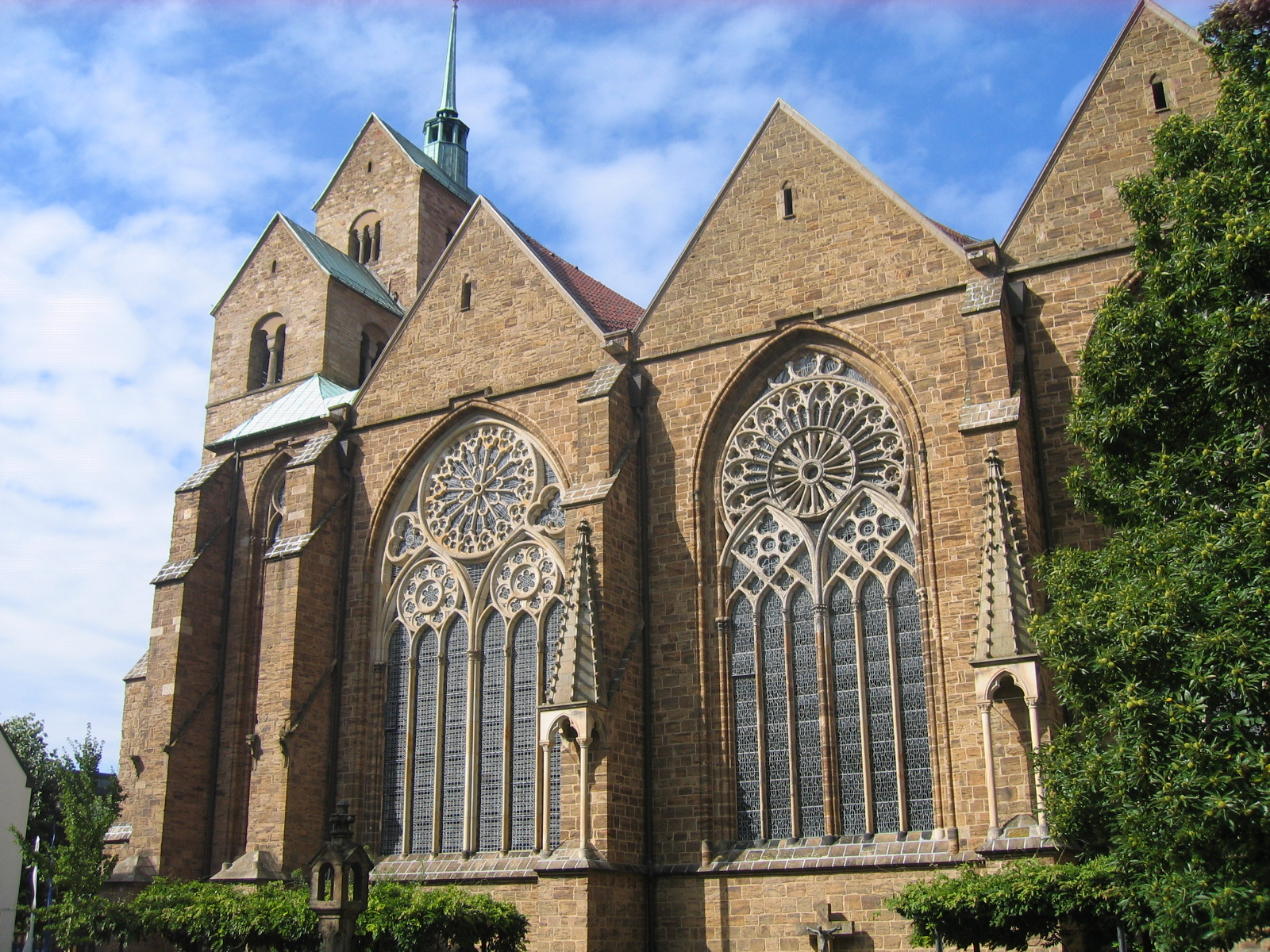
Südansicht der Maßwerkfenster am Langhaus

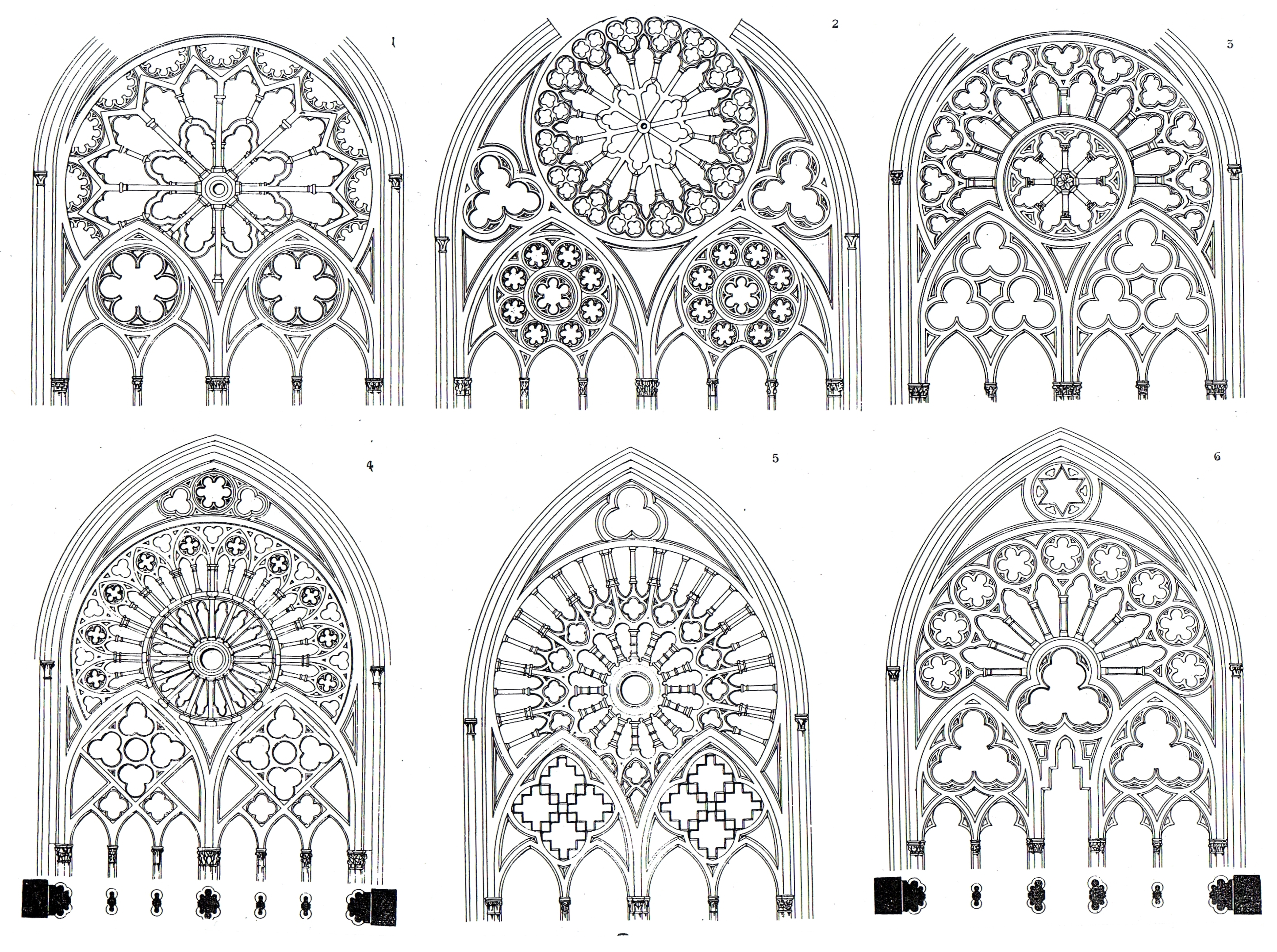
Die Maßwerkfenster im Langhaus

Das vielgliedrig aufgelöste Langhaus präsentiert sich in drei Schiffen, die sich über vier Joche vom Westriegel bis zum Querhaus erstrecken. Der Grundriss des Mittelschiffs bildet innerhalb eines Joches nahezu ein Quadrat, während er bei den Jochen der schmaleren Seitenschiffe rechteckig ist. Diese Gliederung ist typisch für ein Langhaus, das am Beginn einer Reihe von westfälischen Hallenkirchen des 13. und 14. Jahrhunderts steht. Zwei Unregelmäßigkeiten fallen im ansonsten symmetrischen Grundriss auf: zum einen die kleineren Westjoche von Haupt- und Seitenschiffen, die dem Anschluss des gotischen Langhauses an den vom Vorgängerbau stammenden Westriegel dienen, zum anderen verjüngt sich das südliche Seitenschiff nach Osten zum Querschiff hin. Man nimmt an, dass dies auf die Anpassung an Vorgängerbauten zurückzuführen ist. Bei einem systematischen Aufbau wäre das Querhaus nicht entscheidend nach Süden vorgesprungen. Die Pfeiler des Langhauses sind nicht sehr hoch, erzeugen aber trotzdem einen hallenartigen Charakter. Dies wird einerseits durch eine Stelzung aller Gewölbebögen erreicht, andererseits sind die Gewölbe mit Busung gemauert, damit liegt der Scheitelpunkt höher als der der Scheid-, Schild- und Gurtbögen. Die gebuste Mauerung der Gewölbekappen in horizontalen Ringschichten war eine Änderung beim Wiederaufbau des Doms nach dem Zweiten Weltkrieg.
Der Querschnitt der Pfeiler im Mittelschiff hat ein besonderes Merkmal: Vor dem Pfeilerkern sind vier Dienste für die sogenannten Gurt- und Scheidebögen angebracht. In den frei bleibenden Diagonalen erheben sich vier dünnere Dienste für die Gewölberippen. Dies bedeutet, dass an einem Pfeiler abwechselnd acht dünne und dicke Dienste angelegt sind, deren Kämpfer und Kapitelle zu einer geschlossenen Zone verschmelzen. Das frühe Auftreten dieser Pfeilerform gilt als Besonderheit des Mindener Doms. Im Osten und Westen sind die Dienstschäfte nicht zum Boden geführt, sondern oben abgefangen. Der Grund dafür ist vielleicht die Rücksichtnahme auf die an den Wänden unter den Dienstbündeln stehenden Altäre.
Die seitlichen Fensteröffnungen in den Seitenwänden wirken transparent und lichtvoll, sie reichen in einem Seitenteil eines Jochs in voller Breite von den Schildbögen bis zur vier Meter hohen Sockelzone herunter. Den sechs Fenstern liegt in ihren Maßwerken ein gleiches Grundmotiv zugrunde, das variiert wird. Zwei Fenstereinheiten werden jeweils oben von einem Fensterrad bekrönt. Diese Art großer Maßwerkfenster gibt es sonst in Deutschland kaum, nur im Herforder Münster, im Paderborner Dom und in Lippstadt sind Vorläufer mit weniger reicher Ausstattung vorhanden. Die Maßwerkfenster wurden nach dem Zweiten Weltkrieg wiederhergestellt, die Verglasung gestalteten Vincenz Pieper aus Münster und Anton Wendling aus Aachen beim Wiederaufbau in den 1950er Jahren neu.
Die gotische Hallenkirche als Gegentypus zur Basilika findet mit dem Mindener Domlanghaus ihre vollkommene Realisierung. Durch die weiten Pfeilerabstände und großen Gewölbejoche wird die hallenartige Wirkung des Raumes erreicht. Die Seitenschiffe sind zum Mittelschiff weit offen und bilden mit ihm einen zusammenhängenden Raum, sie werden nicht durch enge Pfeilerarkaden abgeschnürt, wie es in gotischen Basiliken oft der Fall ist. Die schmuckvollen Maßwerkfenster der Außenwände tragen dem Rechnung, da sie ins Mittelschiff hineinwirken. Vorläufer sind die noch spätromanischen Hallenkirchen von Herford (Münster) und Paderborn (Dom) aus der ersten Hälfte des 13. Jahrhunderts. Die Elisabethkirche in Marburg und der Kölner Dom gaben in Bezug auf die Hallenstruktur bzw. den gotischen Formenapparat möglicherweise Anregungen, doch erst die Synthese gotischer Schlankheit mit dem westfälischen Hallentypus erzeugt das neuartige Ergebnis. Die Halle Mindener Typs und der Mindener Pfeiler haben eine reiche Nachfolge gefunden in Bauten des 14. Jahrhunderts in Lemgo (St. Marien), Bielefeld (St. Marien), Osnabrück (St. Marien) und Herford (Stift Berg).

### Querhaus

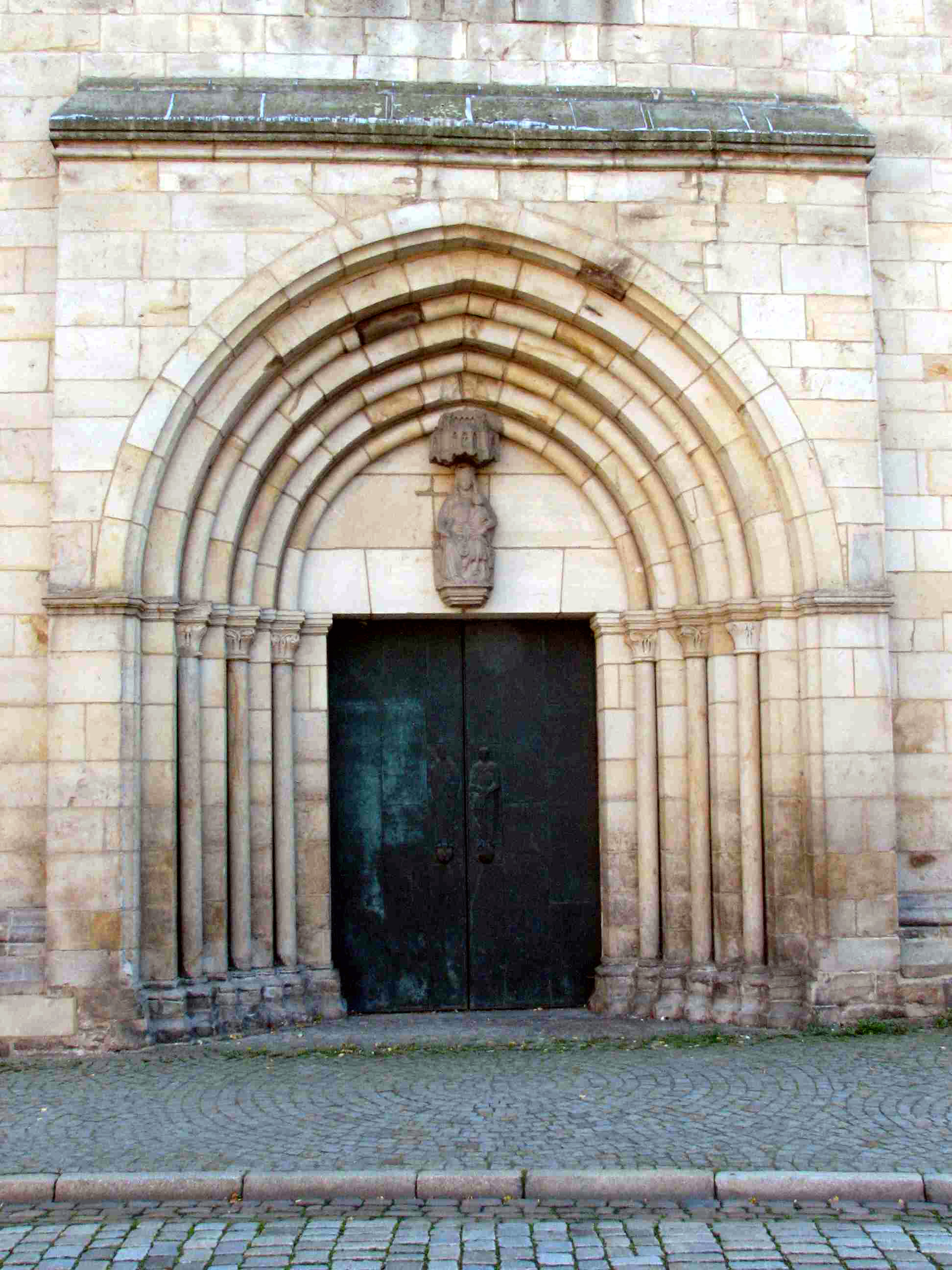
Das Bischofsportal am nördlichen Querhaus

Das vorspringende romanische Querhaus besteht aus drei gleich großen quadratischen Jochen und ist deutlich älter als das Langhaus. Die Domikalgewölbe sind kuppelig ansteigend gemauert. Die Längsachsen des Langhauses und des Querhauses treffen sich im Scheitelpunkt des mittleren Jochs des Querschiffs, der sogenannten Vierung. Dies ist der sakrale Mittelpunkt der Kirche, in dem auch der Vierungsaltar steht. In der Vierung und im Südquerhaus wird das Gewölbe von acht, im Nordquerhaus von vier Rippen getragen. Süd- und Nordquerhaus besitzen Stufenportale mit seitlichen Säulen, die in den spitzbogigen Archivolten als Unterzüge weiterlaufen. Im 14. Jahrhundert wurde nachträglich die Maßwerkrose an der Nordwand über dem Bischofsportal eingebaut. An der Ostwand des Südquerschiffes befindet sich ein Maßwerkfenster, das aus der Zeit um 1300 stammt und 1957 wie die übrigen Domfenster neu verglast wurde. Es ist das sogenannte Mindener Heiligenfenster und stellt die Mindener Heiligen und andere bekannte Mindener Persönlichkeiten dar, wie Thietmar, Helmward, Meimelph, Erkanbert, Hardward, Theoderich, Bruno, Tietwief, Gorgonius, Karl den Großen und seinen sächsischen Widersacher Widukind.

### Chor
Das Chorquadrat liegt zwischen dem Querhaus und dem hochgotischen Chorpolygon. Die ehemals nördlich gelegene Sakristei befindet sich heute im früheren Domkloster, das über den im südlichen Querhaus gelegenen Seitenausgang zum Kreuzgang erreicht werden kann. Die einstige Sakristei wurde zur Anbetungskapelle umgebaut, die den Gläubigen einen stillen Ort zum Gebet bietet und von Dombesuchern nicht betreten werden soll. Das Gewölbe im Chorquadrat ist ähnlich wie das im Querhaus aufgebaut: Zwei Diagonalrippen tragen das Kreuzgewölbe. Die Nord- und die Südwand sind durch Arkaden gestaltet. Über vier Blendarkaden erhebt sich ein doppelgeschossiges, zweischaliges Wandsystem, das zwei Laufgänge am Fuß der jeweiligen Arkadenreihe verdeckt. Hier wird der Einfluss rheinischer Kirchen deutlich, die eine ähnliche Bauweise aufweisen. In der Südwand sind zwei Fenster eingelassen: in der oberen Arkade ein Radfenster, in der Hauptarkade ein Bogenfenster.

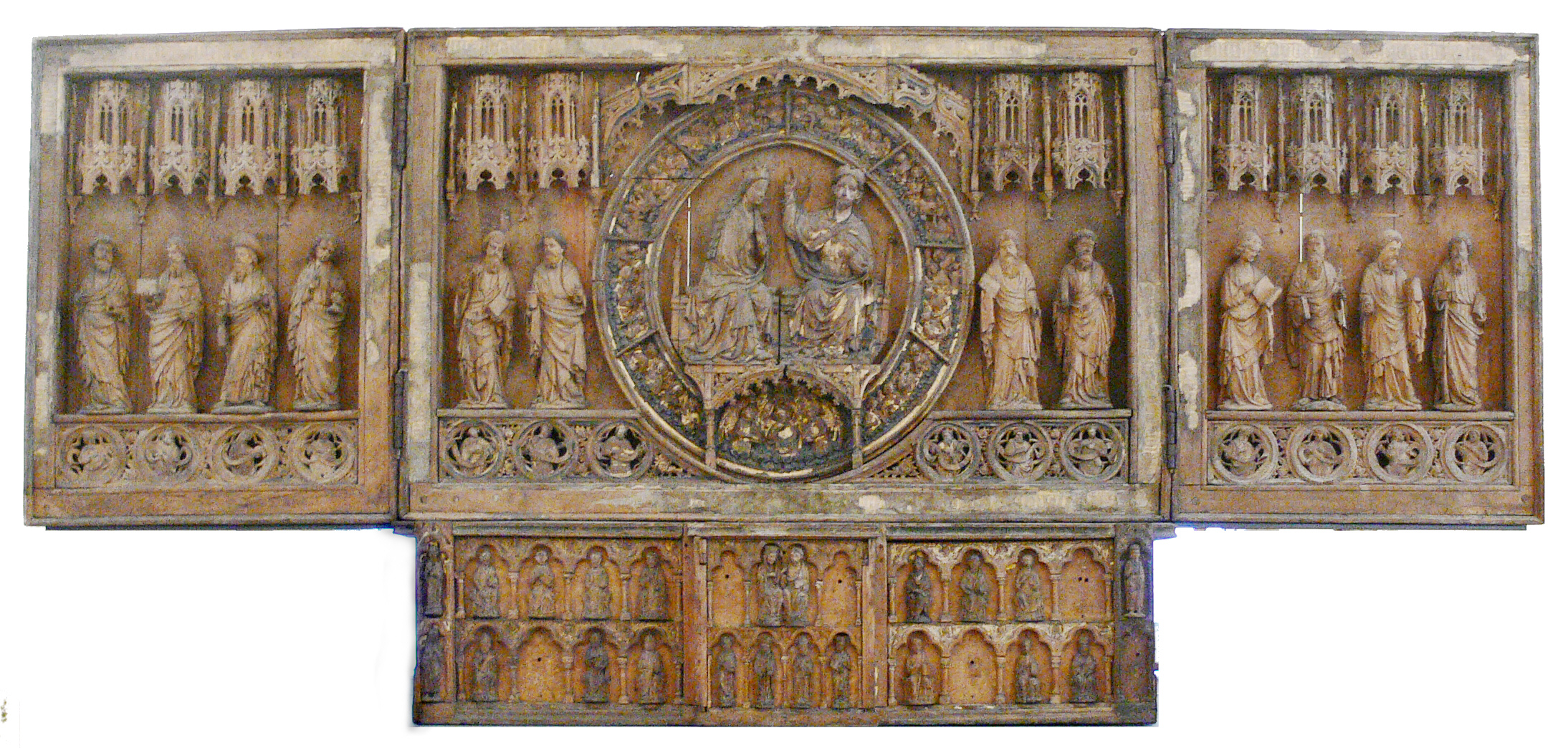
Original der Goldenen Tafel, Bode-Museum Berlin

Der Chor wird nach Osten durch eine spätgotische Polygon-Apsis abgeschlossen. Sie steht als gotisches Bauwerk im Kontrast zu dem spätromanischen Chorquadrat. Das Polygon des Chors stützen außen glatte Strebepfeiler. Die Gewölberippen treffen sich oben in einem Schlussstein. Die Apsis wird von großen Maßwerkfenstern beherrscht, die Vincenz Pieper nach dem Zweiten Weltkrieg neu verglaste. Die Themen der Fenster sind die Hochfeste Geburt Christi, Auferstehung und Sendung des Heiligen Geistes. Bei der Neuverglasung wurde recht dunkles Glas gewählt. Die dadurch erzeugte düstere Lichtführung im Chor ist der wesentliche Kritikpunkt an den neu gestalteten Chorfenstern. Im Chor stand einst das Original der Goldenen Tafel, die 1909 auf Druck des Kaisers an das 1904 als Kaiser-Friedrich-Museum in Berlin eröffnete heutige Bode-Museum verkauft wurde.

## Ausstattung
Der Mindener Dom ist trotz erheblicher Verluste im Zweiten Weltkrieg reich an bedeutenden Kunstwerken aus verschiedenen Epochen, darunter das romanische Mindener Kreuz über dem Vierungsaltar (Kopie; Original in der Domschatzkammer) und ein lebendig gestalteter spätromanischer Apostelfries (Rest eines Lettners) im südlichen Querhaus.

### Altäre

#### Neue Goldene Tafel
Seit 2002 steht eine Rekonstruktion der Mindener Goldenen Tafel im Ostabschluss des Hochchors. Der farbig gefasste und teils vergoldete Flügelaltar ruht auf einer geschnitzten Predella. In der Mitte des Retabels ist eine Marienkrönung zu sehen, die von einem Kranz musizierender Engel umrahmt wird. Auf dem Mittelstück und in den beiden Flügeln stehen neben der Mandorla je vier Heilige unter Baldachinen. Darunter zeigen Medaillons Propheten des Alten Testaments. Der Dombau-Verein finanzierte die zweijährige Rekonstruktion mit Beiträgen und Spenden.
Das Original im Berliner Bode-Museum, das bei der Rekonstruktion als Vorbild diente, besteht aus einer romanischen Predella aus der Zeit um 1220, die ursprünglich als Reliquienschrein diente. Um 1425 wurde ein gotisches Retabel angefügt. Musikhistorisch bedeutend sind vor allem die Darstellungen mittelalterlicher Instrumente im Kranz wie des Cembalos. Die Predella zeigt ebenfalls die Marienkrönung begleitet von Aposteln und Heiligen zu beiden Seiten.
Eine verkleinerte Nachbildung der Goldenen Tafel fertigte bereits 1891 der zur Wiedenbrücker Schule gehörende Bildhauer Anton Mormann (1851–1940) für die katholische Pfarrkirche St. Johannes Baptist in Herford. Auch diese Nachbildung diente als Vorlage für die Rekonstruktion der Goldenen Tafel im Mindener Dom.

#### Volksaltäre
Um die Vorgaben der Liturgiereform nach dem Zweiten Vatikanischen Konzil umzusetzen und die Feier der Eucharistie zum Volke hin zu ermöglichen, wurden zwei Volksaltäre aufgestellt.
Der erste Volksaltar im Chor, meist Choraltar genannt, entstand 1972 in seiner heutigen Form aus einem Eichenholzwerkstück aus spätromanischer Zeit. Die genaue Herkunft des Stückes ist unklar. Wolfgang Leschhorn vermutete, dass es die Rückwand eines Thrones bildete, der um 1170 entstanden war. Der Rahmen und die Füllungen der Rückseite des Altars bestehen aus geschnitztem Flechtwerk mit Akanthusblättern und Fabeltieren. Er dient heute Messfeiern an Werktagen.
Nach seinem Standort benannt, steht der 1974 entstandene Vierungsaltar exakt im Schnittpunkt der Längsachsen von Lang- und Querhaus, dem Zentrum der Vierung. Der Altar ist als massiver Quaderblock ohne Sockel aus Sandstein gefertigt, seitlich ist er mit stern- und blütenartigen Elementen geschmückt. Der Altar steht über einem Brunnen, der nach archäologischen Untersuchungen mehr als 1000 Jahre alt sein soll.

#### Matthiasaltar

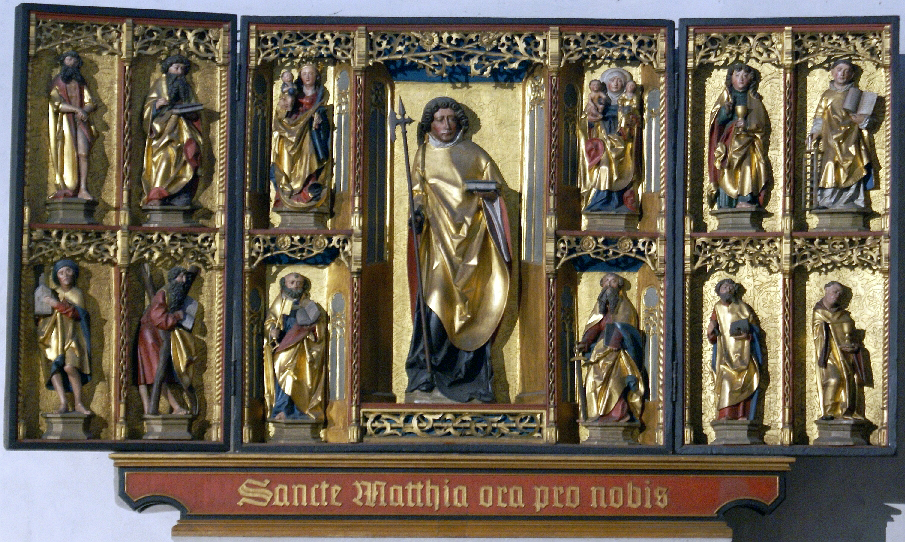
Matthiasaltar

Als Matthiasaltar wird im Mindener Dom ein spätgotischer Flügelaltar mit dreizehn Statuen von Heiligen eines unbekannten Meisters bezeichnet. Er steht auf einem Unterbau aus Obernkirchener Sandstein im südlichen Querhaus unterhalb des Heiligenfensters. Der Klappaltar besteht aus einem feststehenden Schrein und zwei Flügeln, mit denen der Altar ursprünglich geschlossen werden konnte. Die Außenseiten der Flügel waren ursprünglich bemalt, die Innenseiten und der Schrein sind mit Skulpturen ausgestattet. Die Schnitzarbeiten sind teils farbig gefasst, teils vergoldet. Bis zum Ende des 19. Jahrhunderts hatte sich der Zustand des Altars so stark verschlechtert, dass der Originalzustand nicht mehr rekonstruiert werden konnte. Bei einer Restaurierung zu Beginn des 20. Jahrhunderts legte man sich beim Patrozinium des Altars und bei der Hauptfigur auf den Apostel Matthias fest. Von 1938 bis 1940 wurde das Retabel in der Werkstatt des Landesmuseums in Münster restauriert. Dabei wurde die farbige Fassung der Statuen vollständig erneuert und eine neue Predella geschaffen, die über den Hauptschrein hinaus bis zur Mitte der Flügel reicht und diese abstützt. Die Inschrift der Predella bestand aus zwei Anrufungen der lateinischen Fassung der Allerheiligenlitanei. Die erste blieb erhalten: Sancte Matthia ora pro nobis (Heiliger Matthias, bitte für uns).
Die Malereien, die man bei geschlossenem Retabel sehen konnte, sind verloren. Der Altar wird daher nur noch in geöffnetem Zustand präsentiert. Matthias ist als Diakon gekleidet und hält als Attribut eine Hellebarde in der rechten Hand. In zwei Reihen ist er umgeben von einer Mondsichelmadonna mit Jesuskind, einer Anna selbdritt und von Aposteln, Evangelisten und weiteren männlichen Heiligen.

#### Heilig-Geist-Altar

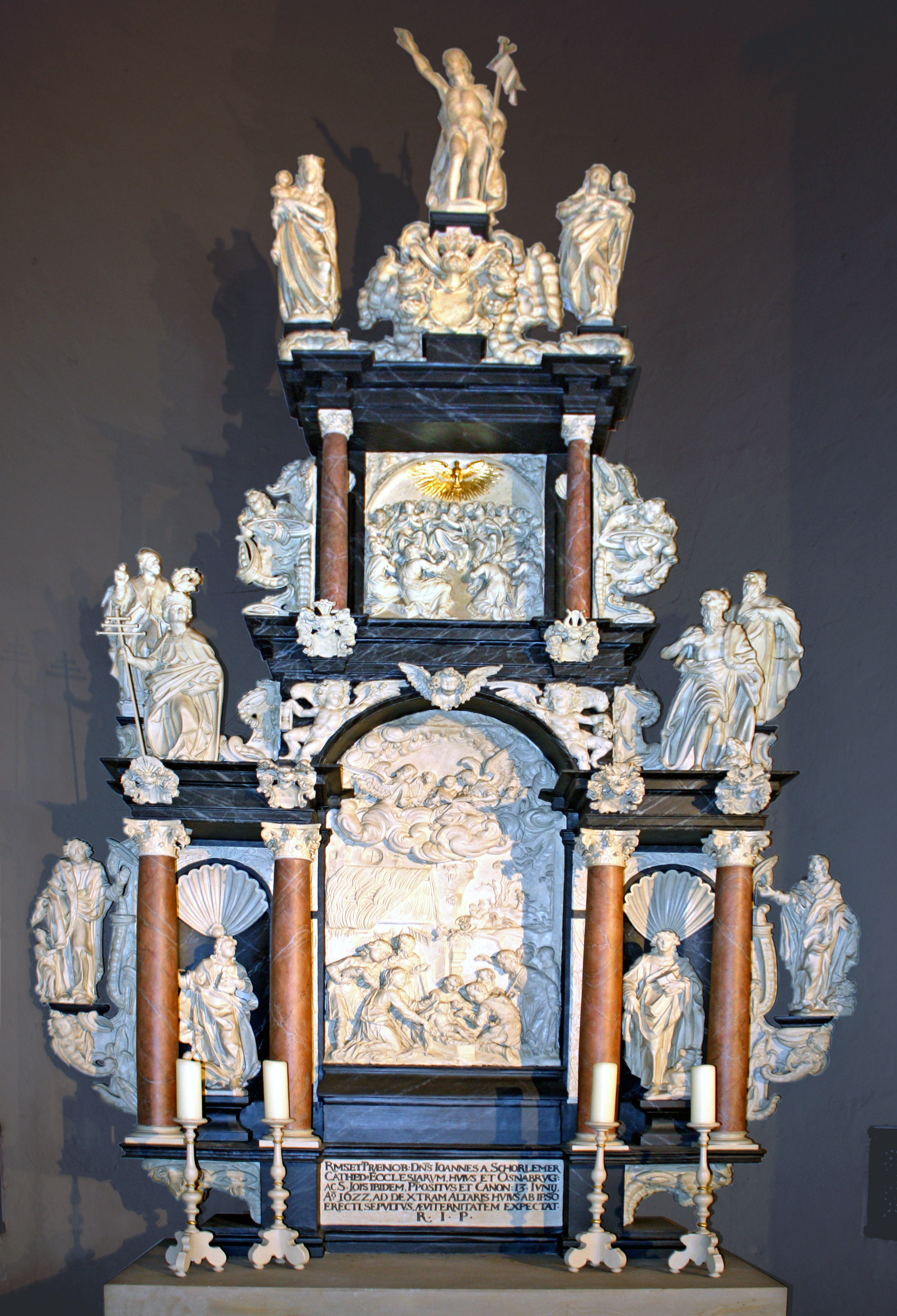
Heilig-Geist-Altar im nördlichen Querhaus

Der frühbarocke, nach Rösner noch dem Renaissancestil zuzurechnende Heilig-Geist-Altar in der Apsis am nördlichen Querhausarm wurde als Epitaph für den Dompropst Johann von Schorlemer konzipiert, der von 1612 bis 1622 als Propst amtierte. Der etwa 1625 entstandene zweigeschossige Heilig-Geist-Altar wird der Werkstatt im Umfeld Adam Stenelts zugeordnet und wurde aus Baumberger Sandstein gefertigt. Thema ist das Wirken des Heiligen Geistes. Im unteren Mittelteil zeigt ein Relief die Anbetung der Hirten nach der Geburt Christi. Es wird von zwei Säulenpaaren und den vier Evangelisten Matthäus, Johannes, Lukas und Markus flankiert. Die Säulen messen etwa zwei Drittel des Mittelteiles und im halben Geschoss darüber sind die vier lateinischen Kirchenväter dargestellt: links Gregor der Große und Augustinus, rechts Hieronymus und Ambrosius. Das obere Geschoss zeigt das Pfingstgeschehen, die Ausgießung des Heiligen Geistes auf die Apostel und Jünger. Bekrönt wird der Altar von einer Darstellung des auferstandenen Christus mit der Siegesfahne, zu seiner Rechten Maria mit dem Kind, zur Linken Anna mit Maria. Der bei der Zerstörung des Doms im Zweiten Weltkrieg schwer beschädigte Altar wurde bis 1959 restauriert.

### Altarbild

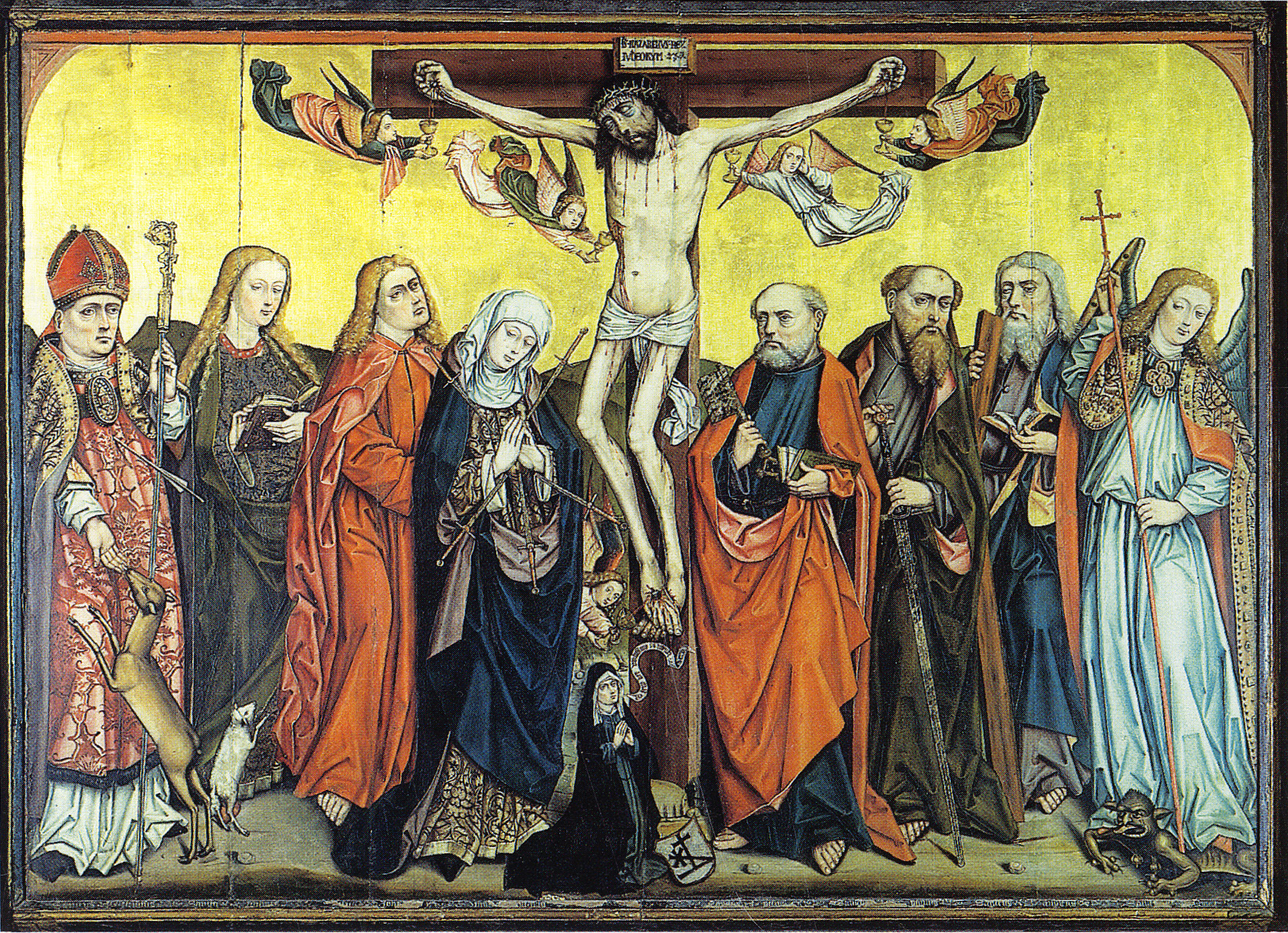
Altarbild von Gert van Loon, 1480

Im Jahr 1950 wurde das Altarretabel von 1480 aus der fürstlich-bückeburgischen Gemäldesammlung der Ahrensburg für den Mindener Dom erworben. Es wurde 1956 an Stelle des zerstörten Hochaltars im Chorraum des Doms aufgestellt und 1995 hinter Schutzverglasung an der Südwand des Seitenschiffes angebracht. Das Werk von Gert van Loon ist 235 cm breit und 160 cm hoch und wurde mit Ölfarben auf zehn vertikal verleimte Eichenholzbretter gemalt. Es zeigt den gekreuzigten Jesus, der zu seiner Rechten von Ägidius, Agnes von Rom, Evangelist Johannes und Maria und zur Linken von den Aposteln Petrus, Paulus, Andreas und dem Erzengel Michael begleitet wird. Engelsfiguren fangen das Blut aus den Wunden in Kelchen auf. Über der knienden Stifterin des Bildes unter dem Kreuz erkennt man ein Schriftband mit der Aufschrift O leve her vorbarme de myner (Oh lieber Herr, erbarme dich meiner). Der Wappenschild vor der Stifterin konnte bislang nicht zugeordnet werden. Am unteren Rand sind die Namen der dargestellten Heiligen zu lesen.

### Mindener Kreuz
Das Mindener Kreuz ist ein bronzenes christliches Großkreuz aus dem 11. Jahrhundert. Es entstand vermutlich um 1070 in der Helmarshausener Werkstatt des Rogerus von Helmarshausen. Die Füße stehen auf einem Drachen, der das von Jesus durch seinen Tod besiegte Böse symbolisiert. Der Korpus, in sechs Teilen gegossen, war ursprünglich vergoldet. Das Lendentuch ist in Niello-Technik gefertigt, die Augäpfel bestehen aus Silber. Das Original des Kreuzes wird in der Domschatzkammer aufbewahrt; über dem Vierungsaltar des Domes hängt seit 1992 eine Kopie.

### Taufstein

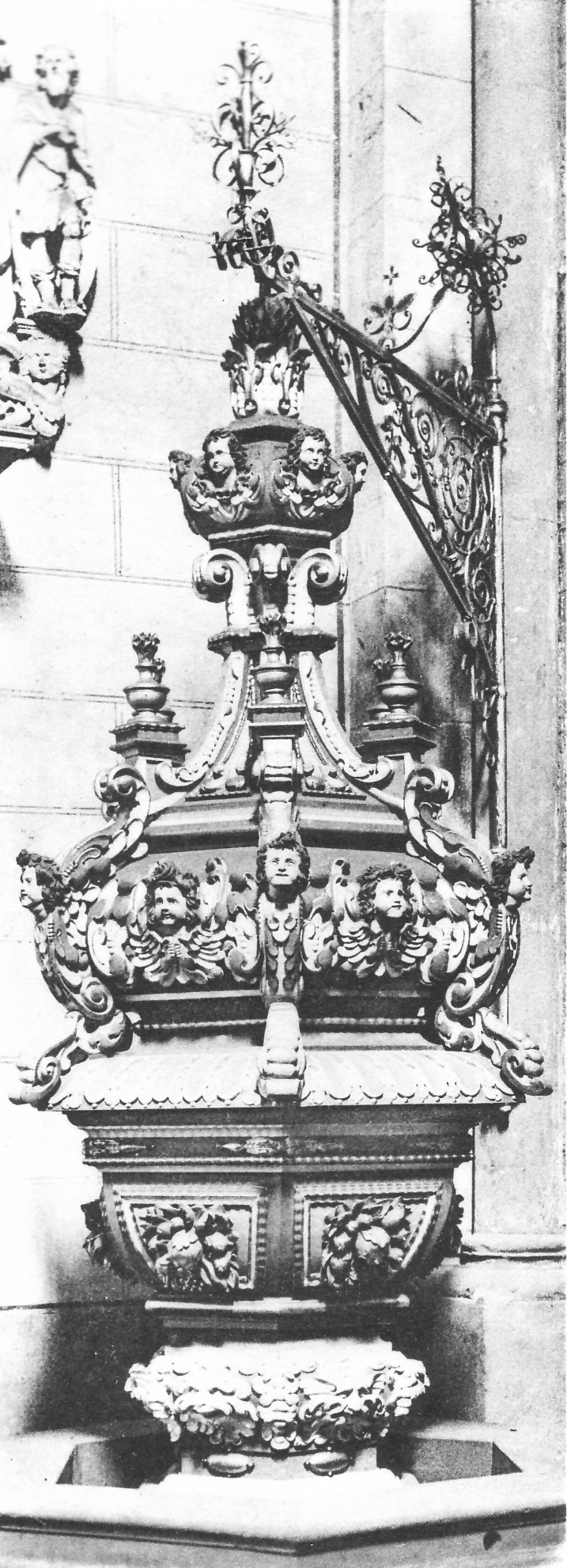
Die barocke Taufanlage, Ansicht von 1895

Den Taufstein schuf 1957 die Bildhauerin Gisela Leo-Stellbrink. Der glatte und leicht gebauchte Zylinder zeigt neben der stilisierten Taube, Symbol des Heiligen Geistes, die Arche Noah. Den flachen polierten Bronzedeckel schufen 1999 Werner Rösner und die Grafikerin Ingrid Möhlmann. Der Taufstein stand zunächst in der Mitte des südlichen Querhauses und hat seit 1993 im Eingangsbereich des Langhauses an der Westseite seinen Platz. Auf dem Boden umfassen sieben Kreise mit einbeschriebenem Stern und einem großen Kreis als Umrahmung den Stein. Die Gestaltung wurde einem Fußbodenornament aus dem Jahr 1071 nachempfunden.
Bis zur Zerstörung des Domes 1945 existierte eine barocke Taufanlage aus dem 17. Jahrhundert. Das sechsseitige hölzerne Taufbecken war kelchförmig gestaltet. Den Deckel hielt ein Auslegearm, der geschwenkt werden konnte. 1815 war das Becken von einem eisernen Gitter umgeben. Für 1830 ist eine hölzerne Umrandung belegt. Das Taufbecken wurde im Zweiten Weltkrieg größtenteils zerstört. Überreste sind in der Domschatzkammer ausgestellt oder lagern im Lapidarium des Westwerks.

### Apostelfries
In der inneren südlichen Querschiffwand ist über dem Portal seit 1957 der aus glaukonitführendem Kalksandstein (Baumberge oder Stemmer Berge bei Haldem) gefertigte Apostelfries eingelassen. Seine Datierung wird unterschiedlich angegeben, zwischen „1220/30“ und „bald nach 1250“. In der Mitte der vierzehn Figuren thronen Jesus Christus mit einer aufgeschlagenen Bibel und zu seiner Rechten Maria mit einem Lilienstab. Um sie herum sind elf Apostel mit einer geschlossenen Bibel gruppiert, neben Maria steht der Dompatron Petrus mit Schlüssel. Die übrigen Apostel tragen keine spezifischen Attribute. Anstelle des zwölften Apostels hat der Künstler rechts außen den Dompatron Gorgonius gestellt. Der Apostelfries soll ursprünglich am älteren Lettner, vermutlich dem Vorläufer des 1832 abgebrochenen Lettners, angebracht gewesen sein, der den Chor vom Langhaus trennte. Von 1839 bis 1945 schmückte der Fries die Paradieshalle.

### Malerei am Vierungspfeiler

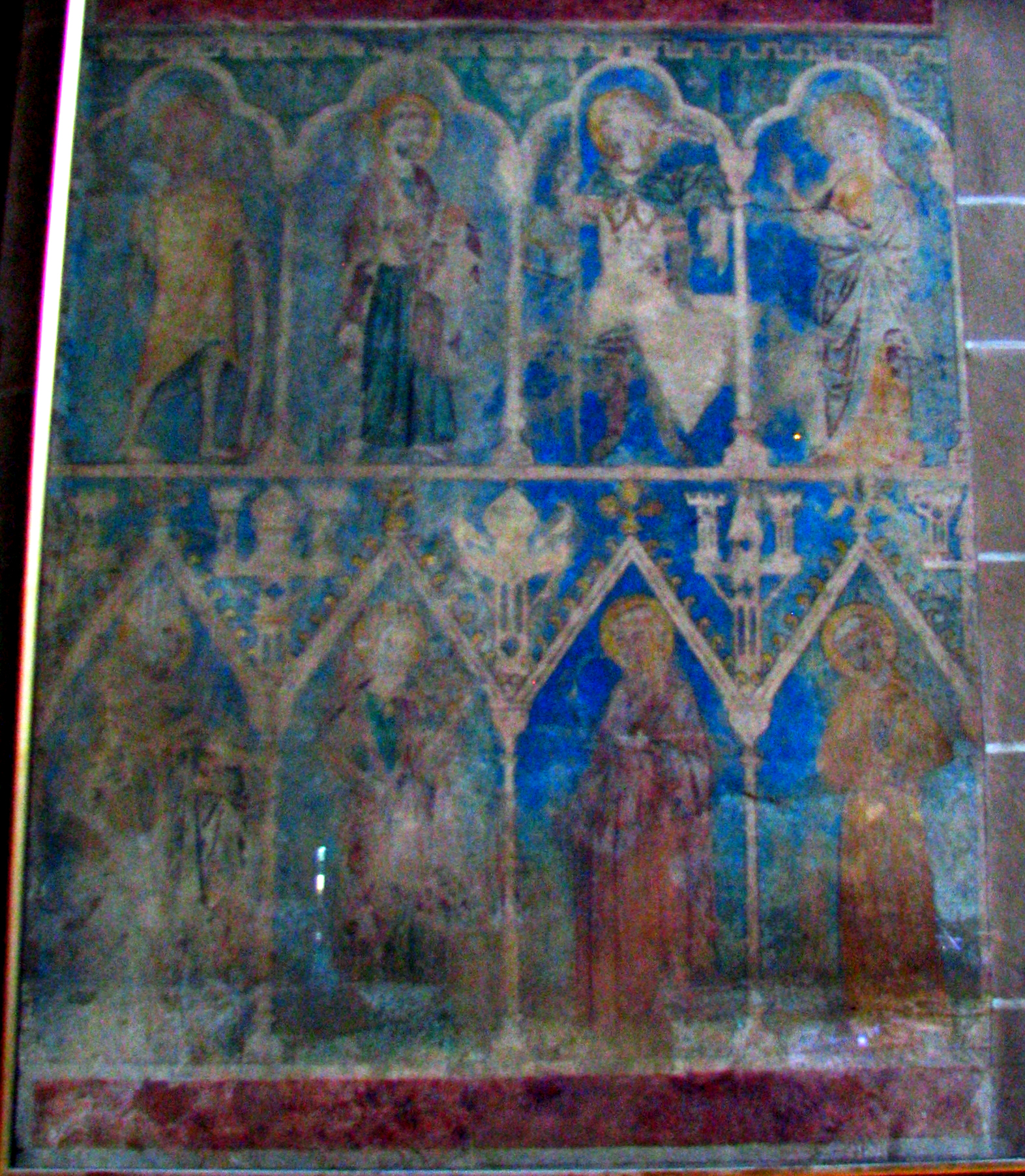
Unterer Teil der Malerei am südwestlichen Vierungspfeiler

Der obere Teil der Malerei am südwestlichen Vierungspfeiler (unpräzise zuweilen als Großfresko bezeichnet) aus der Zeit um 1290, der von einem Altar verdeckt war, wurde bei einer Domrenovierung in den 1930er Jahren entdeckt. Bei den Sicherungsarbeiten an der Domruine wurde später auch der untere Teil der Malerei gefunden.
Das Wandbild zeigt im unteren Teil in einem zweiteiligen Figurenfries acht Heilige unter Säulenarkaden. In der oberen Reihe erkennt man Johannes den Täufer, den Apostel Petrus, Gorgonius und eine nicht genau zu identifizierende Frau, vermutlich Anna, Klara oder Elisabeth. Die zweite Reihe zeigt Nikolaus von Myra, Katharina, den Apostel Bartholomäus und eine der frühesten Darstellungen des heiligen Franziskus nördlich der Alpen. Darüber befindet sich eine überlebensgroße Maria. Einige Elemente, wie eine Krone und die Ornamente im Tympanon, sind reliefartig ausgearbeitet, wohl zur Befestigung von Emails oder Halbedelsteinen und Stuckornamenten. Dieses Bildnis soll nach der mittelalterlichen Überlieferung eine Heilkraft für Blinde gehabt haben.

### Epitaphe
Mehrere Epitaphe von Mindener Domherren zieren die Wände des Langhauses und des Querschiffs.

#### Eberhard von Mallinckrodt
Das Epitaph des Domherrn und Kanonikers Eberhard von Mallinckrodt von 1622 hängt an der Nordseite des nordöstlichen Vierungspfeilers und hat einen dreigeschossigen, symmetrischen Aufbau mit untersetzter Inschriftenkartusche. Dargestellt sind in plastischer Form Passion und Auferstehung Jesu Christi. Hauptmotiv ist die Kreuzigung. Durch die modellhafte, dreidimensionale Darstellung wirken die Szenen sehr lebendig. Im Zweiten Weltkrieg wurde das Epitaph beschädigt, seitdem fehlen die Seitenflügel mit den Wappen. Das Epitaph wurde von Freunden des Verstorbenen in Auftrag gegeben und ist nicht signiert.

#### Hieronymus von Grappendorf
Das Epitaph des Hieronymus von Grappendorf an der Westwand des südlichen Seitenschiffs wurde nach 1624 von Adam Stenelt als ein Werk des Überganges von der Renaissance zum Barock gefertigt. Das früher farbig gefasste Epitaph hat ebenfalls einen dreigeschossigen, symmetrischen Aufbau. Es zeigt in einer vielfigürlichen Szene die Grablegung Christi. Im Untergeschoss kniet Hieronymus von Grappendorf, der in liturgischem Gewand ein Kruzifix verehrt. Von Grappendorf gehörte zum Domkapitel, die dargestellten Wappen lassen verwandtschaftliche Verflechtungen mit zahlreichen Adelsfamilien aus dem Bistum Minden erkennen. Den Auftrag zum Epitaph gaben „seine Brüder“; Pieper vermutet, die Mitbrüder des Domkapitels.

#### Herbord von Langen

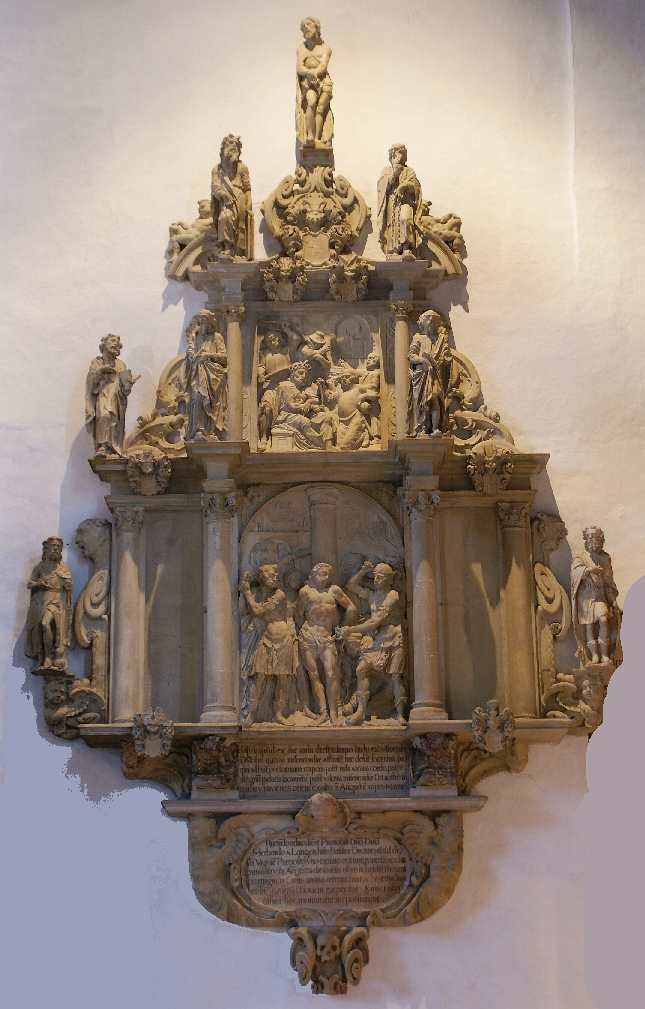
Epitaph des Herbord von Langen

Das Epitaph des Domdechanten und Propstes des Marienstifts in Minden, Herbord von Langen, von 1628 ist symmetrisch in zwei Hauptgeschossen gegliedert und hängt an der Westwand des nördlichen Seitenschiffs. Kunstgeschichtlich gilt es als ein Werk des Übergangs von der Renaissance zum Barock. Dargestellt ist die Passion Christi mit dem Aufsetzen der Dornenkrone und der Geißelung. Im Hintergrund sind die Domtürme von Osnabrück zu sehen; das Epitaph fertigte der Osnabrücker Bildhauer Adam Stenelt an.

#### Johann von Schorlemer
Ein weiteres Epitaph ist das als Altar ausgeführte Denkmal für den Dompropst Johann von Schorlemer (siehe Heilig-Geist-Altar).

### Kanzel

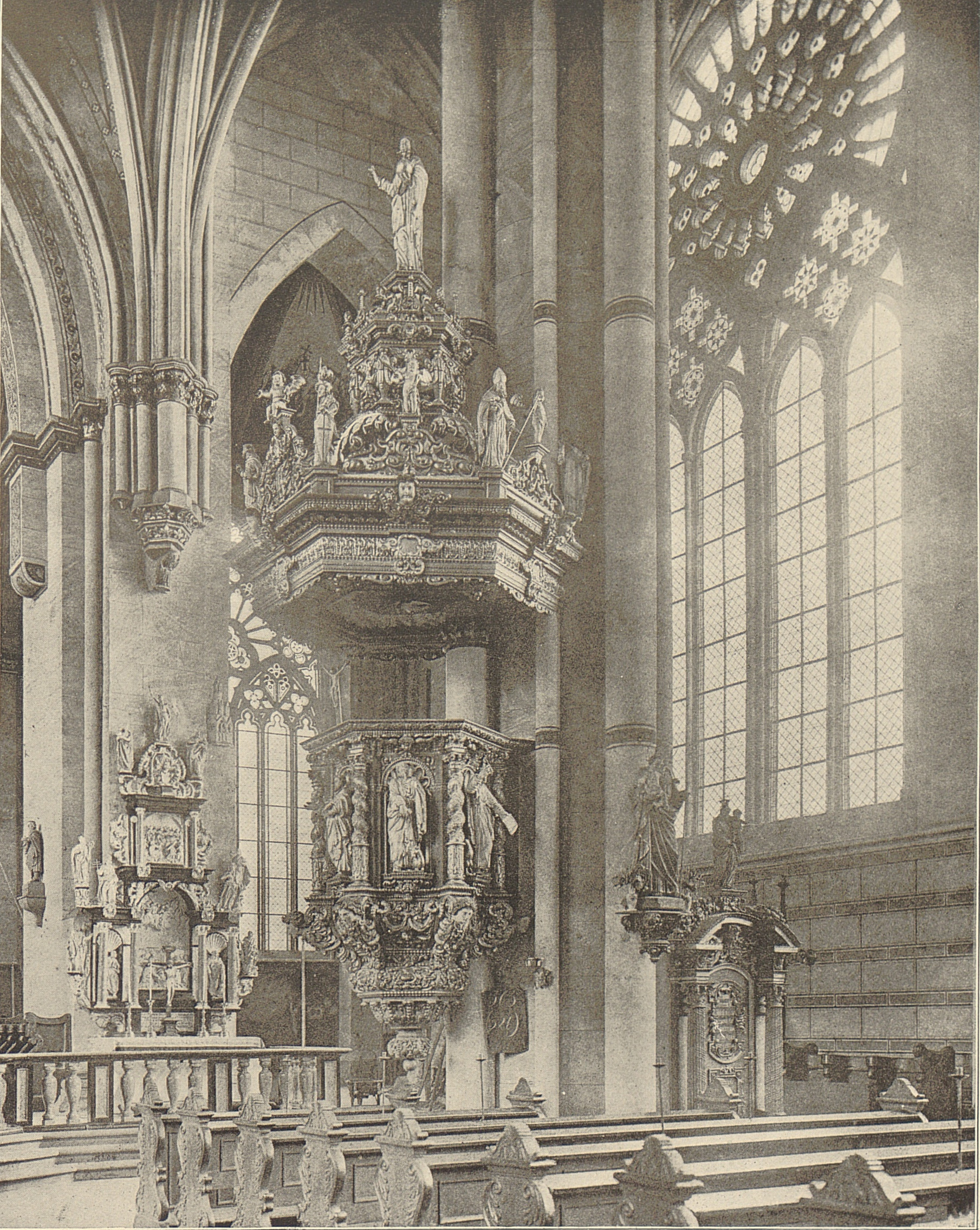
Kanzel aus dem 17. Jahrhundert

Die reich geschnitzte barocke Kanzel aus dem 17. Jahrhundert verbrannte bei der Zerstörung des Domes. Über ihrem von zwei Säulen flankierten Treppenportal thronte eine Madonna. Der sechsseitige Kanzelkorb hatte einen Durchmesser von 1,06 Metern und wurde von den vier Evangelisten umrandet. Auf dem Schalldeckel thronten weitere Heilige, darunter Laurentius, Gorgonius und Bernward von Hildesheim.
Werner March entwarf gemeinsam mit Zoltan Székessy eine zylindrische Kanzel für den wiederaufgebauten Dom. Der Korb bestand aus vier Einzelsegmenten aus Muschelkalk. In Form eines Flachreliefs waren die Symbole der vier Evangelisten dargestellt. Die Treppe aus Sichtbeton führte um den Pfeiler und besaß ein Metallgeländer. Diese Kanzel wurde 1993 ohne Zustimmung der Denkmalpflege abgebaut und ist im Lapidarium des Westriegels eingelagert.

### Emerentia Selbviert
Die hölzerne Figurengruppe Emerentia Selbviert in einer Wandnische des nördlichen Seitenschiffes stammt aus der Hand des Hildesheimer Benediktmeisters um 1520 und ist seit 1940 im Dom nachweisbar. Das selten anzutreffende Bildmotiv ist eine Erweiterung der Anna selbdritt um deren Mutter Emerentia, einer wie Anna im biblischen Kanon nicht enthaltenen Figur, die als Mitglied der Heiligen Sippe Einzug in die christliche Kunst fand. Da das zugehörige Jesuskind verlorenging, besteht die Mindener Gruppe nur noch aus den drei Figuren Maria, Anna und Emerentia.

### Weitere Figuren

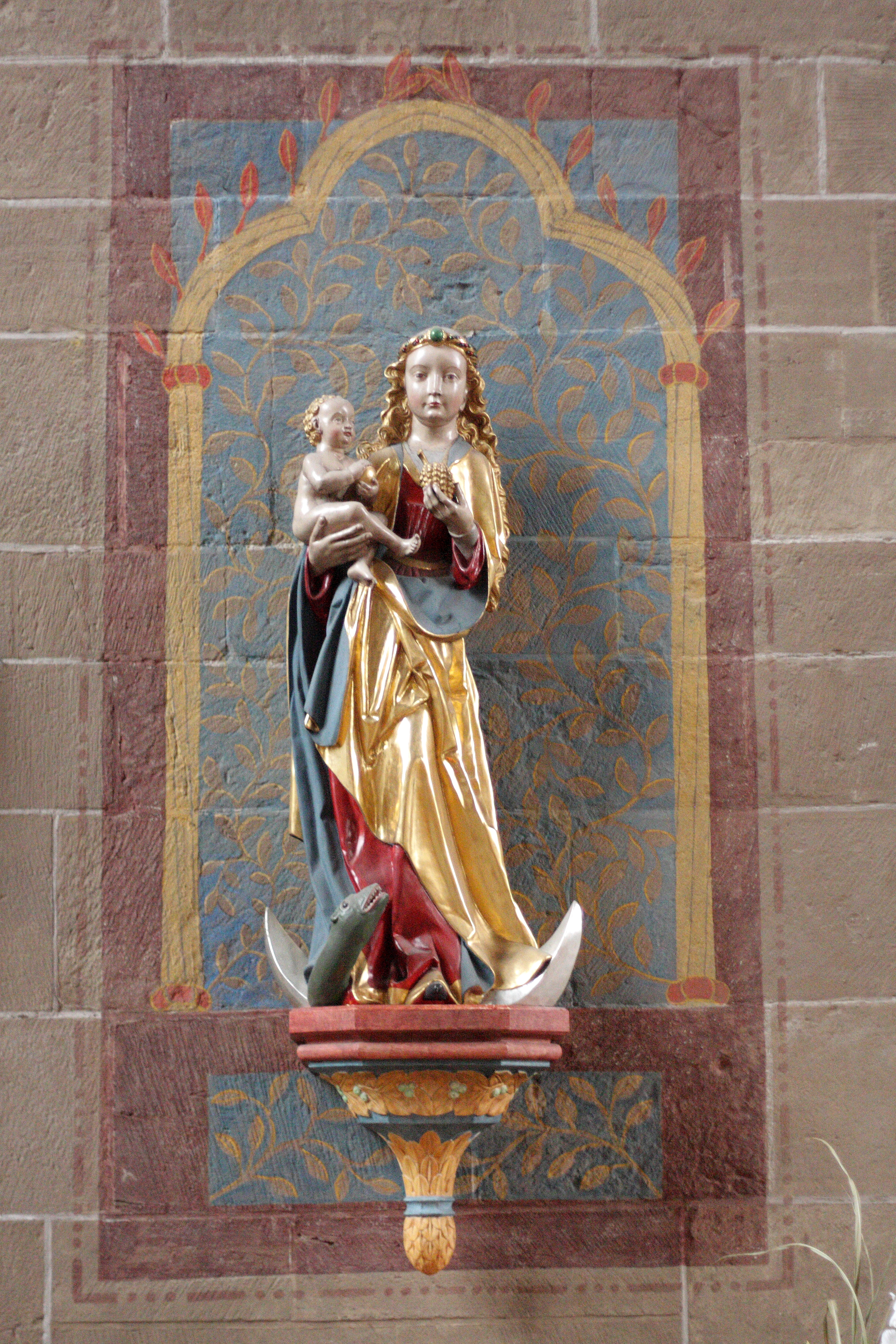
Madonna mit der Traube

Die 56 cm hohe Bronzestatue der seligen Ordensgründerin Pauline von Mallinckrodt an der Südwand des Langhauses ist der Abguss einer Holzplastik am Chorgestühl des Paderborner Doms, eines modernen Werks von Heinrich Gerhard Bücker aus Beckum. Die Nähe zum Marienbild am Vierungspfeiler, dem Heilkräfte für Blinde zugeschrieben wurden, wurde bewusst gewählt, um auf die Tätigkeit der Seligen in der Blindenpflege hinzuweisen.
Im Nordturm des Westwerks entstand nach dem Zweiten Weltkrieg eine Andachtskapelle mit ringförmig eingemauerter Kuppel. Seit 1995 ist dort eine hölzerne Pietà aufgestellt, deren Entstehung auf 1420 datiert wird. Sie hat mit der Beschädigung des Westwerks ebenfalls Schaden gelitten; die fehlenden Teile wurden später aus Gips ersetzt und farbig nachbearbeitet. 1971 wurde die Pietà rekonstruiert und die Nachbildungen aus Eichenholz ersetzt.
Am nordwestlichen Vierungspfeiler steht seit 1995 eine spätgotische Mondsichelmadonna in der seltenen Darstellung als Madonna mit der Traube. Die Eichenholzfigur entstand in der zweiten Hälfte des 15. Jahrhunderts in einer rheinischen Werkstatt. Der Standort der Figur ist bis 1939 unklar; zwischen 1940 und 1943 stand sie im Marienaltar und wurde im Turmaufgang des Westwerks geborgen. Etwa zwei Drittel der Figur sind bei der Zerstörung des Doms verbrannt. Elly Küpper ergänzte die Fehlstellen 1946 aus Gips. Die Werkstatt Springer in Telgte entfernte die Gipsmodellierungen 1979/80 wieder und ersetzte sie in Eichenholz. Die Figur in gold-blauem Gewand steht auf einer silbernen Mondsichel und einem schlangenartigen Drachen. In der rechten Hand hält sie das nackte Jesuskind mit einer Kugel, in der Linken eine Weintraube haltend.

## Orgeln

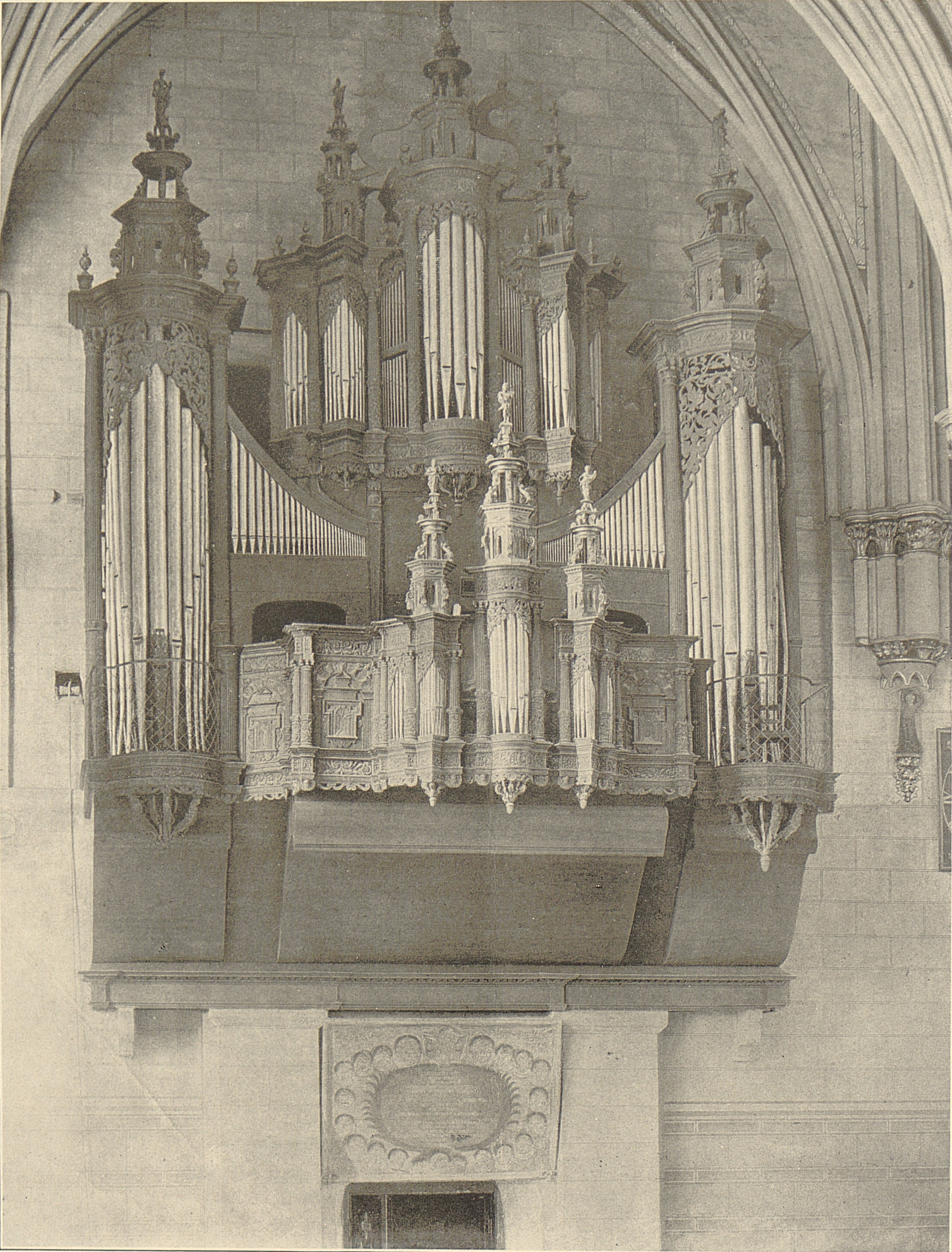
Die 1945 zerstörte Barockorgel

Bereits zur Zeit des Bischofs Wedekind I. von Hoya ist eine Orgel im Dom belegt. Aus späterer Zeit liegen weitere Belege vor, die jedoch nichts über die Anzahl der Orgeln aussagen.
Die Westorgel von 1625/26 fertigte vermutlich Hans Scherer d. J. aus Hamburg. Sie wurde mit einem Legat über 1000 Reichstaler finanziert. Sie hatte ursprünglich 25 Register auf zwei Manualen und Pedal. Ende des 19. und Anfang des 20. Jahrhunderts war das Instrument in einem desolaten Zustand. Ein Gutachten von 1907 zeigte auf, dass 16.000 Mark für eine Renovierung nötig waren. 1908 plante man, einen Teil des Verkaufserlöses der Goldenen Tafel dafür zu verwenden. Weitere Gutachten besagten, dass der finanzielle Aufwand und der Nutzen in keinem Verhältnis standen; so wurden nur kleinere Reparaturen vorgenommen. Beim Bombenangriff 1945 wurde die Orgel mit allen Pfeifen zerstört. Bei den vorangegangenen Reparaturen waren einige wertvolle Pfeifen ausgebaut und im Westturm gelagert worden. Ihr Verbleib ist bis heute ungeklärt.
1755 wurde erstmals eine Chororgel im Dom erwähnt, die etwa 1660 entstand. Im Oktober 1807 baute man sie in die evangelische Kirche in Wehdem ein. Dort erfolgte 1910 ein Neubau im alten Gehäuse.
Da man die Westorgel für irreparabel hielt, plante man den Neubau einer Querhausorgel, der 1931 für 41.100 Reichsmark durchgeführt wurde. Man verzichtete auf ein Gehäuse und stellte die Pfeifen frei auf. Die Orgel besaß 26 Register auf zwei Manualen und Pedal mit elektrischer Traktur. Diese Orgel wurde beim Bombenangriff ebenfalls schwer beschädigt. 1946 baute die Firma Steinmann aus Vlotho daraus eine Notorgel für die Johanniskirche.
Nach dem Zweiten Weltkrieg baute die Firma Seifert & Sohn aus Kevelaer eine neue Orgel für den Dom. Den Kontakt zur Firma hatte Architekt Werner March hergestellt. Die Orgel hatte 46 Register, die sich auf Hauptwerk, schwellbares Positiv, Oberwerk und Pedal verteilten. Die Traktur war elektrisch. Die Orgel wurde zur Neuweihe des Doms 1957 fertiggestellt.
Heute stehen im Mindener Dom zwei Orgeln für Kirchenmusik und Konzerte zur Verfügung: die große Westorgel an der Westwand des Langhauses vor der ehemaligen Kaiserempore und eine kleinere Chororgel im nördlichen Querschiff.

### Westorgel

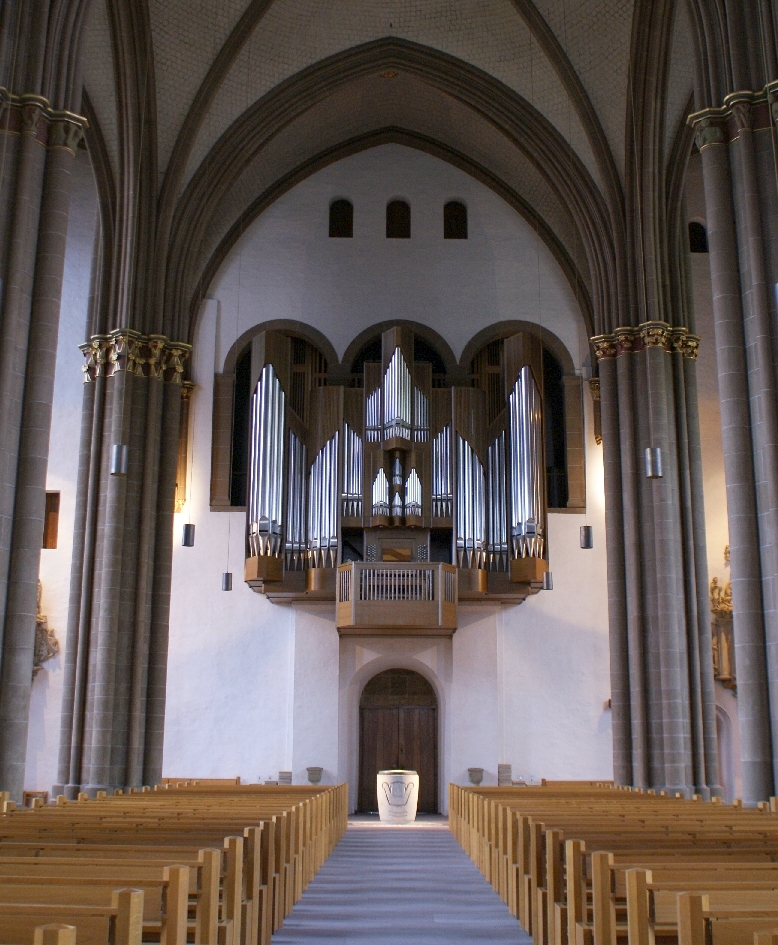
Westorgel vor der Kaiserloge

Die Westorgel wurde im Jahre 1996 von dem Orgelbauunternehmen Kuhn in Zusammenarbeit mit den Orgelbauern Klais und Rieger erbaut und am 22. Dezember 1996 geweiht. Das Instrument hat 62 Register (4388 Pfeifen), verteilt auf drei Manualwerke und Pedal.
Bei der Gestaltung der Orgel war ausschlaggebend, dass die sogenannte „Kaiserloge“ durch das Instrument nicht völlig verdeckt werden sollte. Die Loge sollte vom Kirchenraum aus zumindest als solche erkennbar bleiben. Dementsprechend wurden das Schwellwerk, das Großpedal und das Chamadenwerk in der Loge untergebracht. Sichtbar sind lediglich das Hauptwerk, das Oberwerk und das Kleinpedal, die vor den Emporenarkaden hängen. Sie sind etwa 3 Meter abgesenkt und lassen damit den Blick auf die Logenarkaden frei.
Die Disposition verbindet barocke Elemente mit der französischen und deutschen Orgel der Romantik und soll stilgetreue Interpretationen der Orgelmusik dieser Epochen ermöglichen. Insbesondere die in großer Zahl vorhandenen Zungenregister wurden darauf ausgerichtet.
Die Pfeifen stehen auf Schleifladen. Die Registertraktur ist elektrisch, die Spieltraktur ist mechanisch.
| I Hauptwerk C–c4 |                    |        |
| 1.               | Principal          | 16′    |
| 2.               | Octave             | 08′    |
| 3.               | Flûte harmonique 0 | 08′    |
| 4.               | Rohrgedackt        | 08′    |
| 5.               | Viole de Gambe     | 08′    |
| 6.               | Octave             | 04′    |
| 7.               | Gemshorn           | 04′    |
| 8.               | Quinte             | 02 ⁄3′ |
| 9.               | Superoctave        | 02′    |
| 10.              | Mixtur IV-V        | 01 ⁄3′ |
| 11.              | Zimbel III         | 01⁄2′  |
| 12.              | Kornett V (ab c0)  | 08′    |
| 13.              | Trompete (d)       | 16′    |
| 14.              | Trompete (d)       | 08′    |
| 15.              | Klarine (d)        | 04′    |
|                  | Tremulant          |        |

| II Oberwerk C–c4 |                  |        |
| 16.              | Principal        | 08′    |
| 17.              | Rohrflöte        | 08′    |
| 18.              | Salicional       | 08′    |
| 19.              | Octave           | 04′    |
| 20.              | Blockflöte       | 04′    |
| 21.              | Superoctave      | 02′    |
| 22.              | Waldflöte        | 02′    |
| 23.              | Larigot          | 01 ⁄3′ |
| 24.              | Scharf IV        | 01′    |
| 25.              | Sesquialter II 0 | 02 ⁄3′ |
| 26.              | Dulcian (d)      | 16′    |
| 27.              | Cromorne (f)     | 08′    |
| 28.              | Trompette (f)    | 08′    |
|                  | Tremulant        |        |

| III Schwellwerk C–c4 |                       |         |
| 29.                  | Bourdon               | 16′     |
| 30.                  | Geigenprincipal       | 08′     |
| 31.                  | Gedackt               | 08′     |
| 32.                  | Viole de Gambe        | 08′     |
| 33.                  | Voix céleste (ab c0)  | 08′     |
| 34.                  | Octave                | 04′     |
| 35.                  | Flûte octaviante      | 04′     |
| 36.                  | Nazard                | 02 ⁄3′  |
| 37.                  | Octavin               | 02′     |
| 38.                  | Tierce                | 01 3⁄5′ |
| 39.                  | Mixtur V              | 02′     |
| 40.                  | Cor anglais (f)       | 16′     |
| 41.                  | Trompette harm. (f) 0 | 08′     |
| 42.                  | Hautbois (f)          | 08′     |
| 43.                  | Voix humaine (f)      | 08′     |
| 44.                  | Clairon harm. (f)     | 04′     |
|                      | Tremulant             |         |

| III Chamaden C–c4 |              |     |
| 45.               | Chamade (f)0 | 16′ |
| 46.               | Chamade (f)  | 08′ |
| 47.               | Chamade (f)  | 04′ |

| Pedalwerk C–g1 |                 |     |
| 48.            | Untersatz       | 32′ |
| 49.            | Principalbass 0 | 16′ |
| 50.            | Subbass         | 16′ |
| 51.            | Violonbass      | 16′ |
| 52.            | Octavbass       | 08′ |
| 53.            | Gedacktbass     | 08′ |
| 54.            | Violoncello     | 08′ |
| 55.            | Choralbass      | 04′ |
| 56.            | Flötbass        | 04′ |
| 57.            | Nachthorn       | 02′ |
| 58.            | Hintersatz      | 04′ |
| 59.            | Bombarde (f)    | 32′ |
| 60.            | Posaune (d)     | 16′ |
| 61.            | Trompete (d)    | 08′ |
| 62.            | Clairon (d)     | 04′ |

- Koppeln: II/I, III/I, III/II, Chamaden/III, I/P, II/P, III/P
- Spielhilfen: 256-fache Setzeranlage,
- Anmerkungen

(d) = Register in Deutscher Bauart
(f) = Register in Französischer Bauart

### Chororgel

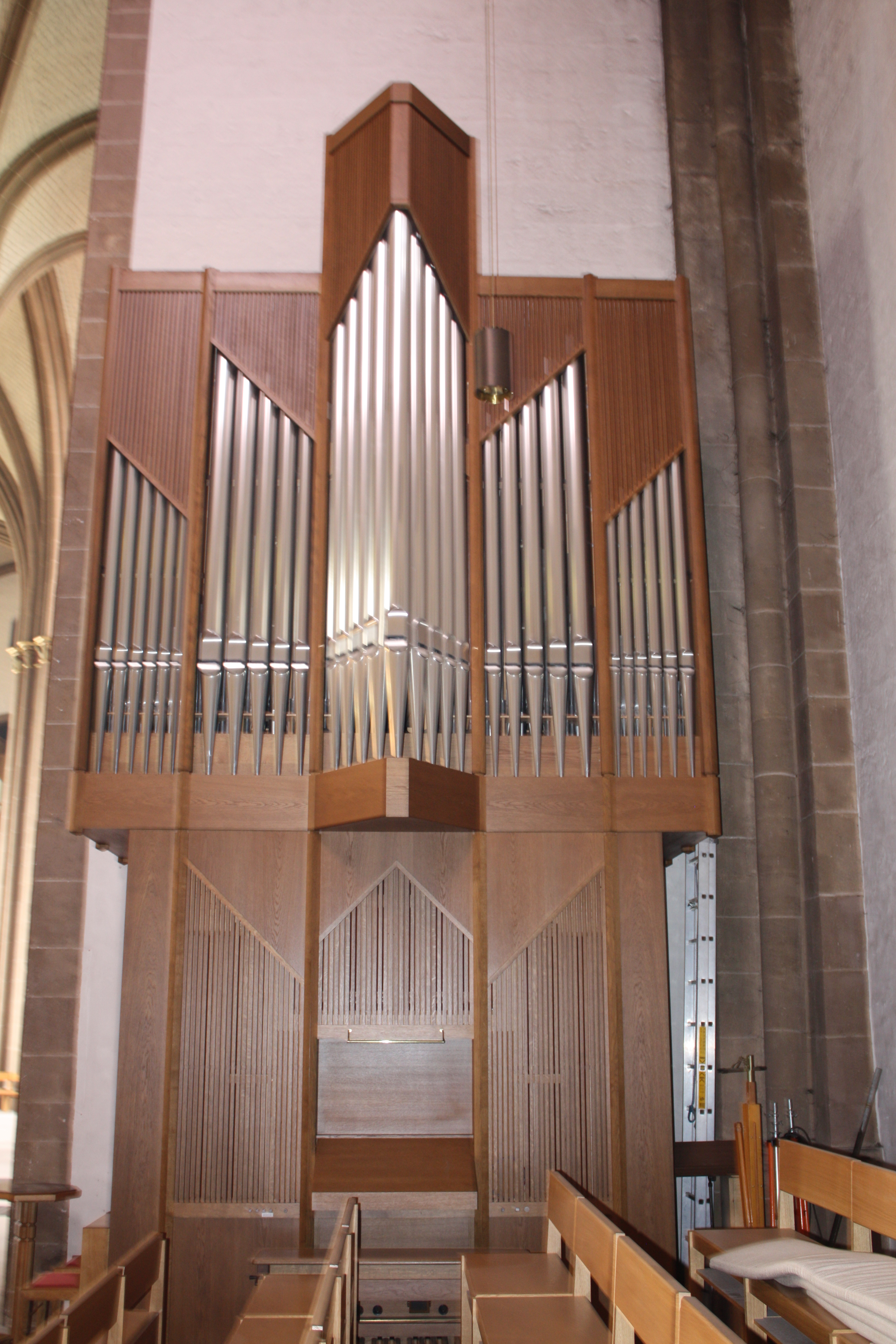
Chororgel

Die Chororgel wurde 2001 ebenfalls von Kuhn gebaut. Das Schleifladen-Instrument hat 27 Register auf zwei Manualen und Pedal. Haupt- und Pedalwerk befinden sich auf einer gemeinsamen Windlade im Oberbau der Orgel, das Schwellwerk im Unterbau, direkt über dem mechanischen Spieltisch. Darüber hinaus verfügt das Instrument über zwei elektronische Spieltische, die an verschiedenen Stellen des Domes aufgestellt werden können. Die Registertrakturen sind elektrisch.
| I Hauptwerk C–g3 |               |         |
| 1.               | Bordun        | 16’     |
| 2.               | Principal     | 08’     |
| 3.               | Offenflöte    | 08’     |
| 4.               | Octave        | 04’     |
| 5.               | Rohrflöte     | 04’     |
| 6.               | Quinte        | 02 ⁄3’  |
| 7.               | Superoctave 0 | 02’     |
| 8.               | Terz          | 01 3⁄5’ |
| 9.               | Mixtur IV     | 01 ⁄3’  |
| 10.              | Trompete      | 08’     |
|                  | Tremulant     |         |

| II Schwellwerk C–g3 |             |        |
| 11.                 | Rohrflöte   | 08’    |
| 12.                 | Gambe       | 08’    |
| 13.                 | Schwebung 0 | 08’    |
| 14.                 | Principal   | 04’    |
| 15.                 | Salicet     | 04’    |
| 16.                 | Blockflöte  | 02’    |
| 17.                 | Larigot     | 01 ⁄3’ |
| 18.                 | Piccolo     | 01’    |
| 19.                 | Fagott      | 16’    |
| 20.                 | Oboe        | 08’    |
|                     | Tremulant   |        |

| Pedalwerk C–f1 |                     |     |
| 21.            | Subbass (= Nr. 1) 0 | 16’ |
| 22.            | Octavbass           | 08’ |
| 23.            | Gedacktbass         | 08’ |
| 24.            | Posaune             | 16’ |

- Koppeln: II/I, I/P, II/P
- Spielhilfen: 256-fache Setzeranlage, Sequenzer

## Glocken

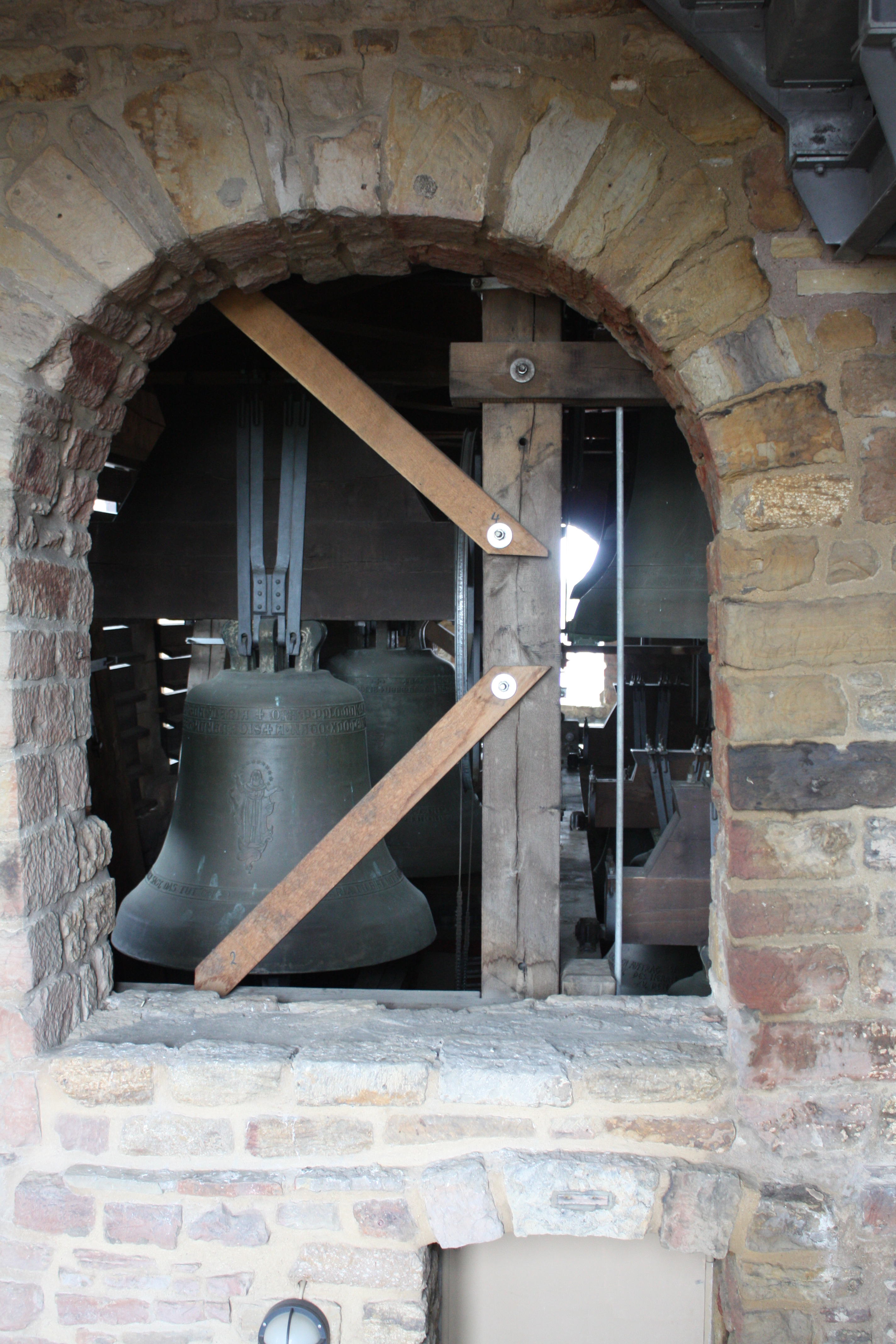
Glockenstube im Westriegel: vorne links Maria, dahinter Frieden Christi

Eine erste Läuteordnung des Mindener Doms ist für das 13. Jahrhundert nachgewiesen. Die Kirchenglocken der Jahre 1251 bis 1306 wurden bei der Erneuerung des Holzglockenstuhles und dem Anschluss an ein elektrisches Läutwerk 1913/14 neu zusammengestellt. Das Hauptläutwerk des Westriegels enthielt fünf und der Dachreiter über der Vierung weitere fünf Glocken. Im Ersten Weltkrieg konnten die Glocken im Turm verbleiben. Vier Glocken aus dem Dachreiter wurden am 18. August 1918 eingeschmolzen, eine Glocke blieb erhalten. Die verbliebenen Glocken wurden am 28. März 1945 beim Brand des Doms zerstört.

### Hauptgeläut im Westriegel
Nach dem Zweiten Weltkrieg goss am 29. Januar 1948 die Glockengießerei Petit & Gebr. Edelbrock fünf neue Glocken mit der Schlagtonfolge h0–d1–e1–fis1–g1. Für die drei großen Glocken wurde das Material der im Krieg zerstörten alten Glocken mit verwendet. Am 3. März 1950 wurden die Glocken beim Richtfest des Westwerks geweiht. Im Turm ergaben die Druck- und Schubkräfte der Glocken große Probleme, die nicht gelöst werden konnten. 1993 wurden sie ausgebaut und nach Gifhorn verkauft.
Das jetzige Geläut aus neuem Metall entstand in mehreren Güssen durch die Glockengießerei Hans August Mark aus Brockscheid. Am 11. März 1994 weihte der Paderborner Weihbischof Paul Nordhues die ersten Glocken. Sie hängen in einem Eichenholz-Glockenstuhl im Westwerk des Doms; überschwere Holzjoche sorgen für einen verlangsamten Läuterhythmus. Zeitgenössische Künstler gestalteten die Glocken mit Reliefs und Inschriften.
| Nr. | Name            | Gussjahr | Durchmesser (mm) | Masse (kg) | Schlagton (HT-1/16) | Künstler                 |
| --- | --------------- | -------- | ---------------- | ---------- | ------------------- | ------------------------ |
| 1   | Frieden Christi | 1993     | 2003             | 5495       | gis0 +2             | Leopold Haffner          |
| 2   | Maria           | 1993     | 1537             | 2445       | cis1 +1             | Heinrich Gerhard Bücker  |
| 3   | Petrus          | 1993     | 1386             | 1850       | dis1 +4             | Johannes Halekotte       |
| 4   | Gorgonius       | 1994     | 1312             | 1515       | e1 +3,5             | Leopold Haffner          |
| 5   | Magdalena       | 1994     | 1164             | 1105       | fis1 +4             | Jürgen Suberg            |
| 6   | Herkumbert      | 1998     | 1091             | 955        | gis1 +3             | Paul Reding              |
| 7   | Franziskus      | 1994     | 1053             | 880        | a1 +6               | Walter Habdank           |
| 8   | Pauline         | 1998     | 844              | 509        | cis2 +6             | Schwester Erentrud Trost |

### Neues Dachreiter-Geläut

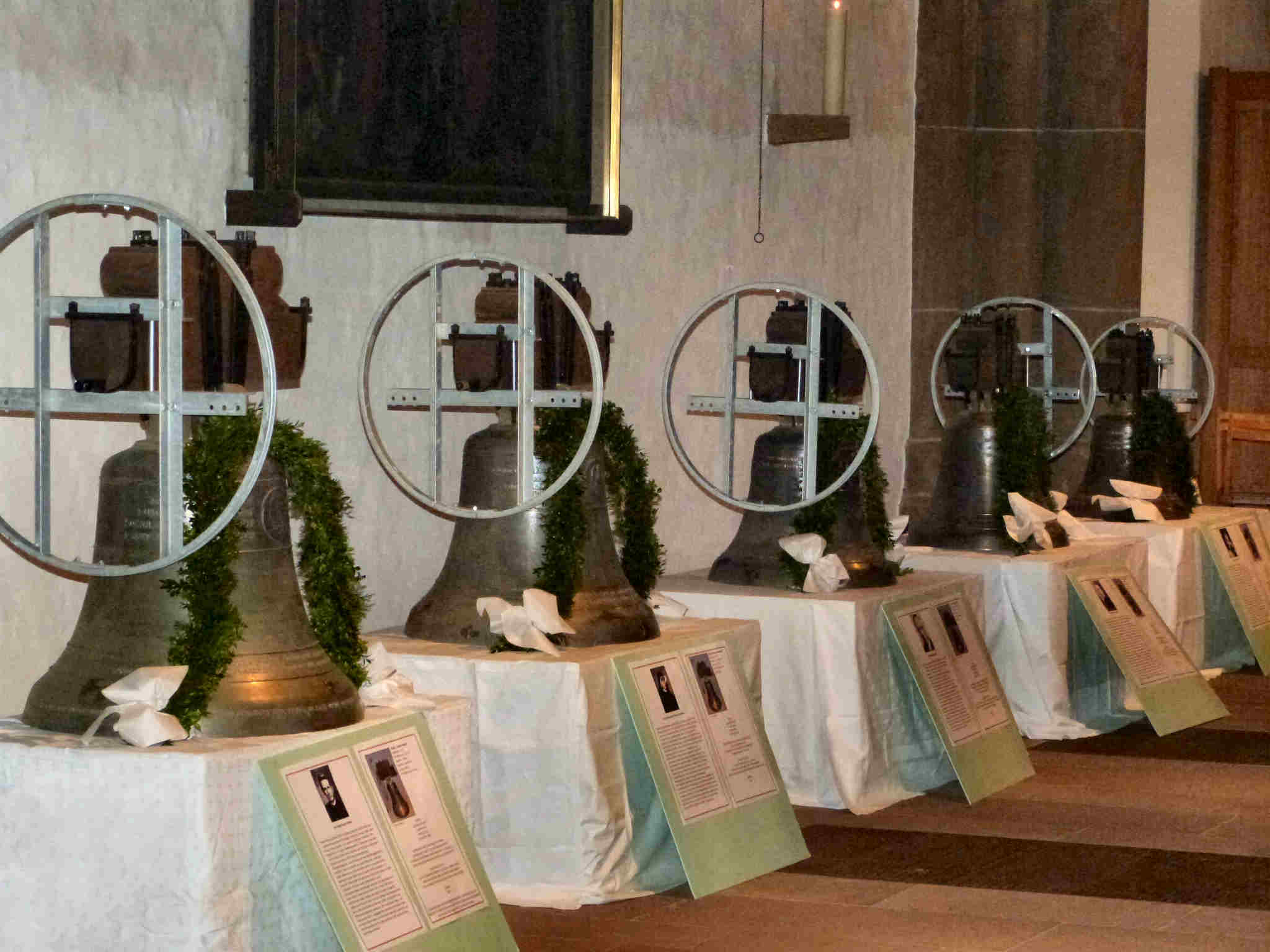
Platzierung des Geläutes nach der Weihe im Dom

Die neuen Zimbel-Glocken für den wiedererbauten Vierungsturm wurden im November 2010 von der Glockengießerei Mark (Brockscheid/Eifel) aus Zinnbronze gegossen und am 18. Dezember 2011 durch den Paderborner Weihbischof Manfred Grothe geweiht. Am 19. Dezember 2011 wurden sie im Vierungsturm montiert.
Die neuen Glocken tragen Namen von Seligen und Heiligen.
Auf den Glocken befinden sich Inschriften, unter anderem aus dem Magnifikat. Außerdem sind auf ihnen etwa 12 cm große Bildnisse der Heiligen bzw. des Mindener Domes angebracht.
Auf ihrer Flanke tragen die neuen Kirchenglocken jeweils die Angabe Eifeler Glockengiesserei C. Mark-Maas, Brockscheidt, gegründet 1840 sowie die Orts- und Jahresangabe Minden 2011. Darunter befinden sich Lobpreisungen und Bitten mit Bezügen auf die Namensgeber. Alle Inschriften sind in Versalien gehalten.
Mit der Weihe der neuen Glocken und deren Aufhängung im neuen Vierungsturm ist der Wiederaufbau des Domes nach der Weihe des Gebäudes im Jahre 1957 vollständig abgeschlossen. Die Kosten für den Vierungsturm von rund 800.000 Euro trägt das Land Nordrhein-Westfalen.
| Nr. | Name                    | Gussjahr | Durchmesser (mm) | Masse (kg) | Schlagton (HT-1/16) | Inschrift |
| --- | ----------------------- | -------- | ---------------- | ---------- | ------------------- | --- |
| I   | Rupert Mayer            | 2011     | 735              | 348        | e2 +8               | Meine Seele preist die Grösse des Herrn und mein Geist jubelt über Gott meinen Retter, denn auf die Niedrigkeit seiner Magd hat er geschaut. Siehe von nun an preisen mich selig alle Geschlechter Dreifaltiger Gott, auf die Fürsprache Mariens und des sel. Rupert Mayer möge in der Kirche Dein Lob niemals verstummen und all unser Tun beitragen zum Aufbau Deines Reiches Die Glocke ist darüber hinaus als einzige mit einer Inschrift auf dem Walm versehen: Gegossen im Jahr der Wiedererrichtung des Chorturmes 2010 als Benedikt XVI. Papst in Rom Hans Josef Becker Erzbischof in Paderborn und Roland Falkenhahn Propst in Minden waren |
| II  | Maria Faustyna Kowalska | 2011     | 664              | 246        | fis2 +8             | Denn der Mächtige hat Grosses an mir getan und sein Name ist heilig. Er erbarmt sich von Geschlecht zu Geschlecht über alle die ihn fürchten Dreifaltiger Gott auf die Fürsprache der Hl. Faustina schenke der Kirche und Welt dein Erbarmen und lass auch uns Menschen miteinander barmherzig leben |
| III | Nikolaus Groß           | 2011     | 566              | 170        | gis2 +4,5           | Er vollbringt mit seinem Arm machtvolle Taten und zerstreut die im Herzen voll Hochmut sind. Er stürzt die Mächtigen vom Thron und erhöht die Niederigen Dreifaltiger Gott auf die Fürsprache des sel. Nikolaus lass uns Christen unsere Verantwortung in Politik und Gesellschaft erkennen und in deinem Auftrag wahrnehmen. |
| IV  | Adolph Kolping          | 2011     | 560              | 150        | a2 +8               | Die Hungernden beschenkt er mit seinen Gaben und lässt die Reichen leer ausgehen Dreifaltiger Gott auf die Fürsprache des sel. Adolph Kolping lass alle Menschen Ausbildung und Arbeit finden damit sie menschenwürdig leben können |
| V   | Edith Stein             | 2011     | 487              | 118        | h2 +7               | Er nimmt sich seines Knechtes Israel an und denkt an sein Erbarmen das er unseren Vätern verheissen hat Abraham und seinen Nachkommen auf Ewig Dreifaltiger Gott auf die Fürsprache der hl. Edith Stein lass uns nur dich suchen und finden und versöhne in dir die Menschen des Alten und des Neuen Bundes |

## Domschatz

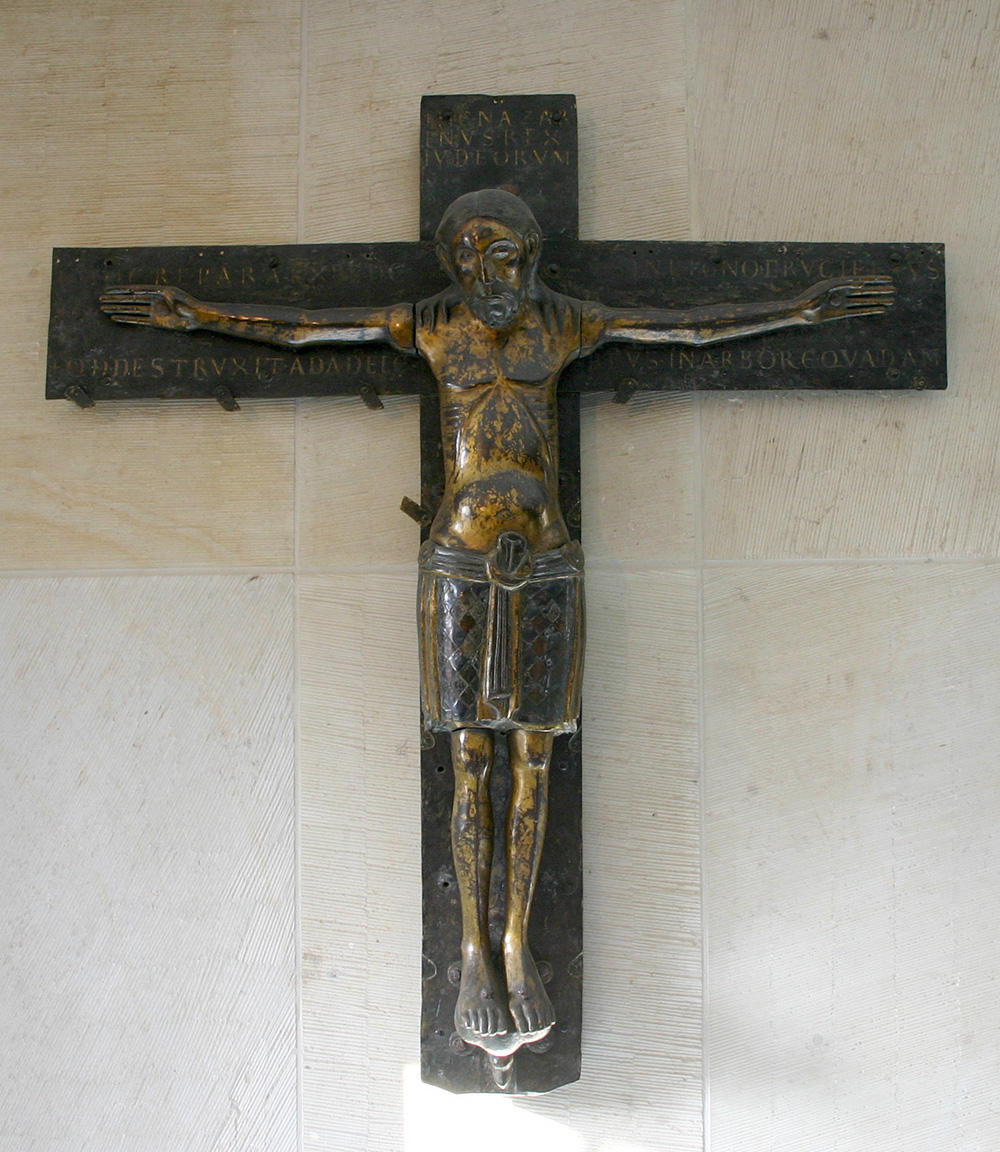
Original des Mindener Kreuzes in der Domschatzkammer

Der Mindener Dom besitzt in seinem Domschatz liturgische Geräte unterschiedlicher Epochen, die über tausend Jahre im Zusammenhang mit dem Bistum Minden und der Kathedralkirche gesammelt wurden. Sie sind im Haus am Dom für die Öffentlichkeit zugänglich.
Ein bedeutendes Exponat ist neben dem Mindener Kreuz aus dem 11. Jahrhundert ein silbernes Reliquienkreuz aus der Zeit um 1300. Der Petrischrein, das Becherreliquar aus dem 12. Jahrhundert und ein Reliquiar in der Form des rechten Arms des Dompatrons Gorgonius sind ebenso wie ein Reliquienarm der heiligen Margareta erhalten geblieben.

## Medien
- Dompfarramt, Dombauverein (Hrsg.): Zeuge der Geschichte – Der Dom zu Minden. 2007 (DVD-Video, 19 min. Herausgegeben zu den Feierlichkeiten zum 50. Jahrestag des Wiederaufbaus des Domes nach seiner Zerstörung im Zweiten Weltkrieg. Enthält neben Informationen zum Domschatz und der Architektur des Doms auch Einblicke in das Lapidarium und die Vorbereitungen zum Gottesdienst in der Sakristei).
- Gereon Krahforst: Dom zu Minden – Glocken und Orgeln. Axel-Gerhard-Kühl-Verlag, Haselbach 2003 (Compact Disc Digital Audio CD-DA).